# Scuderia Ferrari

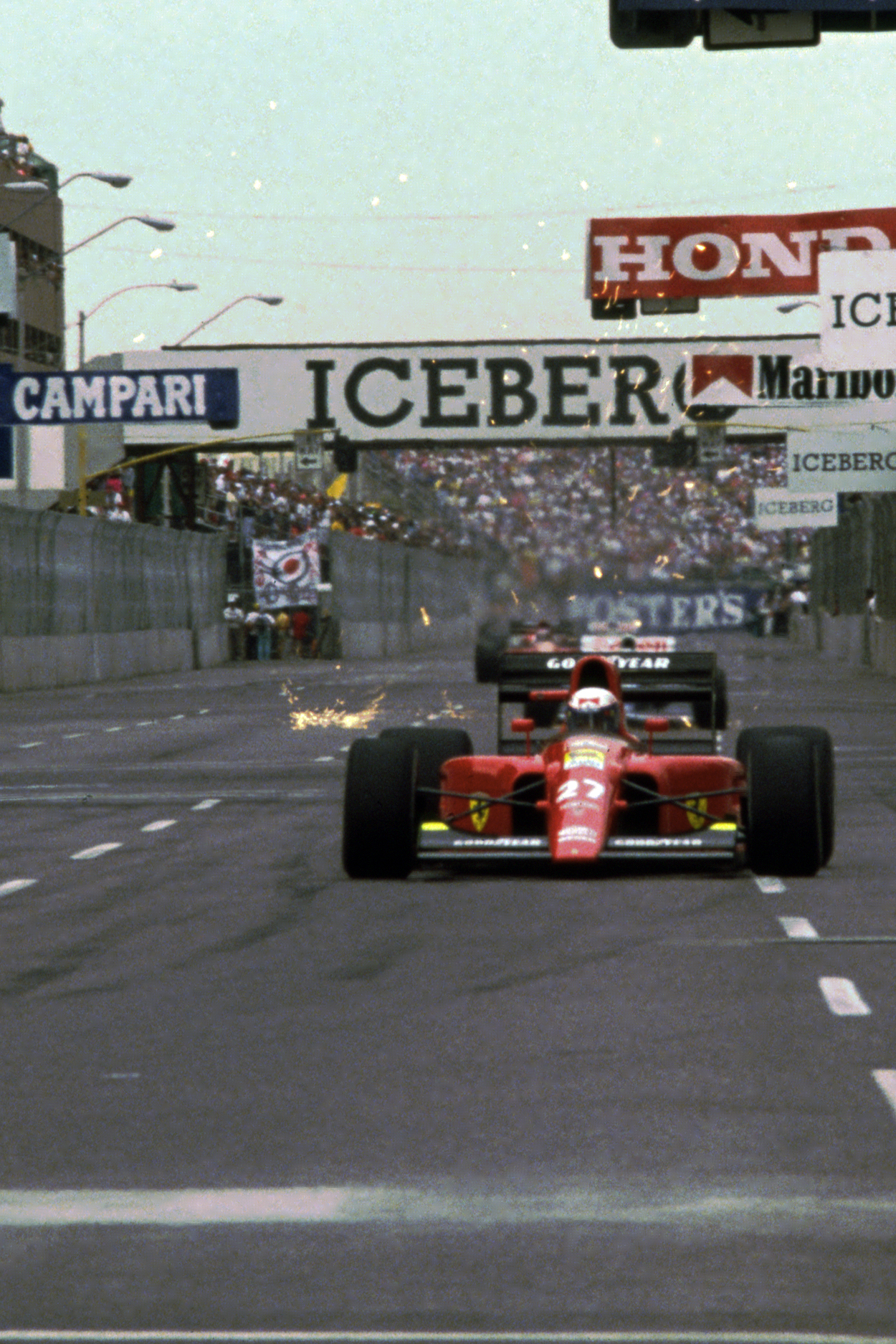
Scuderia Ferrari

A Scuderia Ferrari olasz Formula–1-es versenycsapat, a sportág eddigi legsikeresebbje, a világbajnokság kezdete, 1950 óta jelen van a Formula–1-ben. Enzo Ferrari alapította 1929-ben (a Scuderia olaszul istállót jelent, a Ferrari az alapító Enzo Ferrari nevére utal), és 1939-ig az Alfa Romeo autóit versenyeztette. Csak később kezdtek saját autókat készíteni.
A 2019-es szezonban a versenyzők a négyszeres világbajnok Sebastian Vettel, aki 2015 óta van a csapatnál, és a Saubertől érkező Charles Leclerc, aki Kimi Räikkönent váltotta. Maurizio Arriavebenét pedig, aki 2015 és 2018 közt volt csapatfőnök, Mattia Binotto váltotta. 2023-tól Frédéric Vasseur irányítja a csapatot Binotto helyett.
2007-ben megnyerték az egyéni (Räikkönen) és a konstruktőri bajnoki címet is. Utóbbit 2008-ban megvédték, az egyéni címről viszont Felipe Massa a zárófutam utolsó körében lecsúszott. 2010-ben Fernando Alonso volt harcban a bajnoki címért, listavezetőként várta az utolsó versenyt, de a futam nem sikerült, így alulmaradt a Red Bull Racingnél versenyző Vettellel szemben. 2012-ben Alonso ismét a zárófutamig volt esélyes a címre, de ezúttal is Vettel nyerte a bajnokságot. 2014-ben gyenge szezont zárt a csapat, 1993 óta első ízben fordult elő, hogy egész évben nem sikerült futamot nyerniük. 2015-ben Vettel révén három futamot nyertek, a konstruktőri világbajnokságban második helyen zártak a Mercedes mögött. 2016-ban viszont megint nem tudtak futamgyőzelmet elérni, a konstruktőrök között visszacsúsztak a harmadik helyre a Red Bull mögé. 2017-ben a Ferrari a megelőző évekhez képest versenyképesebbnek bizonyult, Vettel sokáig esélyesnek tűnt a Mercedesszel szemben, de a szezon későbbi szakaszában túl sok pontot vesztett, ami miatt elszálltak a világbajnoki reményei. A 2018-as szezont még biztatóbban kezdte a Ferrari, de az év későbbi szakaszában ismét többször hibázott Vettel és a csapat, így ezúttal sem sikerült a világbajnoki cím megszerzése. 2019-ben a motort szabálytalannak minősítették, így 2020-ban jelentősen hátra csúsztak a mezőnyben. 2025-től a csapat pilótái: Lewis Hamilton és Charles Leclerc.
A csapat legsikeresebb versenyzője a hétszeres világbajnok Michael Schumacher, aki öt egyéni bajnoki címet szerzett a Ferrarinak az összes tizenötből.

## A csapat története

### A kezdetek
A csapatot 1929-ben alapította Enzo Ferrari amatőr versenyzők támogatásának érdekében, bár ő maga is versenyzett azelőtt a Fiat csapatnál. Az ötlet november 16-án egy vacsora alkalmával jött, amikor Bolognában Augusto és Alfredo Caniato textilgyárasoktól, illetve a gazdag amatőr versenyzőtől, Mario Tadinitól kért pénzügyi segítséget. Egy negyven főből álló csapatot gyűjtött, melynek legtöbb pilótája Alfa Romeo 8C autóival versenyzett; Enzo Ferrari maga is folytatta versenyzői karrierjét első fiának, Dinónak 1932-es születéséig.

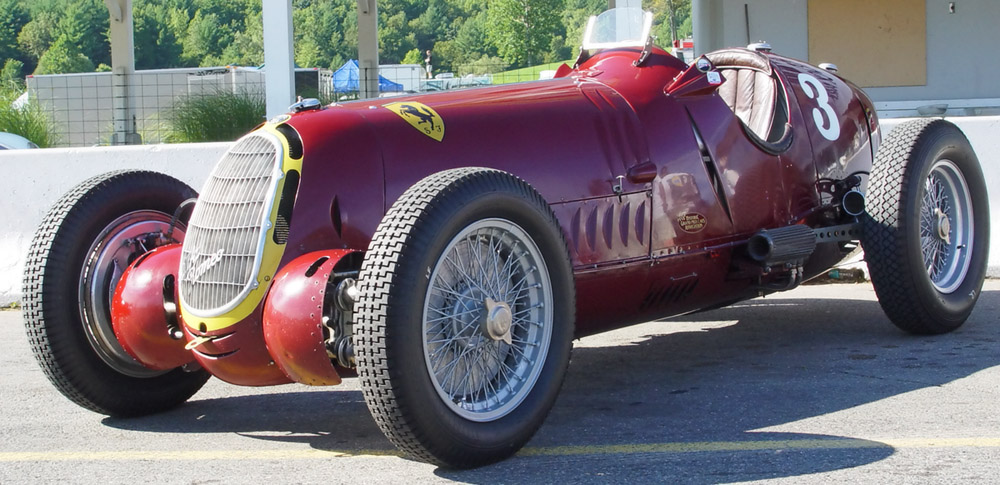
Alfa Romeo Tipo C, amelyet a Ferrari 1935-től 1936-ig használt

1933-tól gazdasági nehézségek miatt az Alfa Romeo csak ritkán indult versenyeken, helyét a Scuderia Ferrari autói vették át. 1935-ben Enzo Ferrari és Luigi Bazzi megépítették az Alfa Romeo Bimotore-t, Ferrari emblémával az oldalán. Ebben az évben az Alfa Romeo ismét versenyezni kezdett. 1938-ig Enzo Ferrari számos, már befutott versenyzőt (többek között Tazio Nuvolarit, Giuseppe Camparit, Achille Varzit és Louis Chiront), valamint több tehetséges kezdőt (Tandini, Guy Moll, Carlo Maria Pintacuda és Antonio Brivio) menedzselt a modenai Trento e Trieste körúton található központjából. Ebben az évben az Alfa Romeo kinevezte a gyár versenyrészlege, az Alfa Corse vezetőjévé. 1939-ben azonban távozott, mert úgy érezte, hogy szerződtetésével az Alfa őt ki akarja vásárolni, csapatát, a Scuderiát pedig magába szeretné olvasztani. Cégének nevét Auto Avio Costruzioni Ferrarira módosította, és szerszámgépgyártással kezdett foglalkozni. Az Alfával kötött megállapodásában vállalta, hogy nem épít versenyautót Ferrari nevén az elkövetkező négy évben.
Az Alfa Romeóval kötött megállapodás ellenére a Ferrari azonnal elkezdett dolgozni az első saját versenyautóján, mely a Tipo 815 nevet viselte. Az Alberto Massmino tervezte autó volt az első igazi Ferrari versenyautó. Bár autó részt vett néhány fontosabb megmérettetésen, a második világháború ideiglenesen véget vetett a versenyzésnek, a Tipo 815 soha nem lépett többé versenypályára. Ferrari továbbra is szerszámgépeket gyártott. 1943-ban átköltöztette főhadiszállását Maranellóba, egy évre rá a várost bombázni kezdték.

### A Formula–1-ben

#### 1950–1959

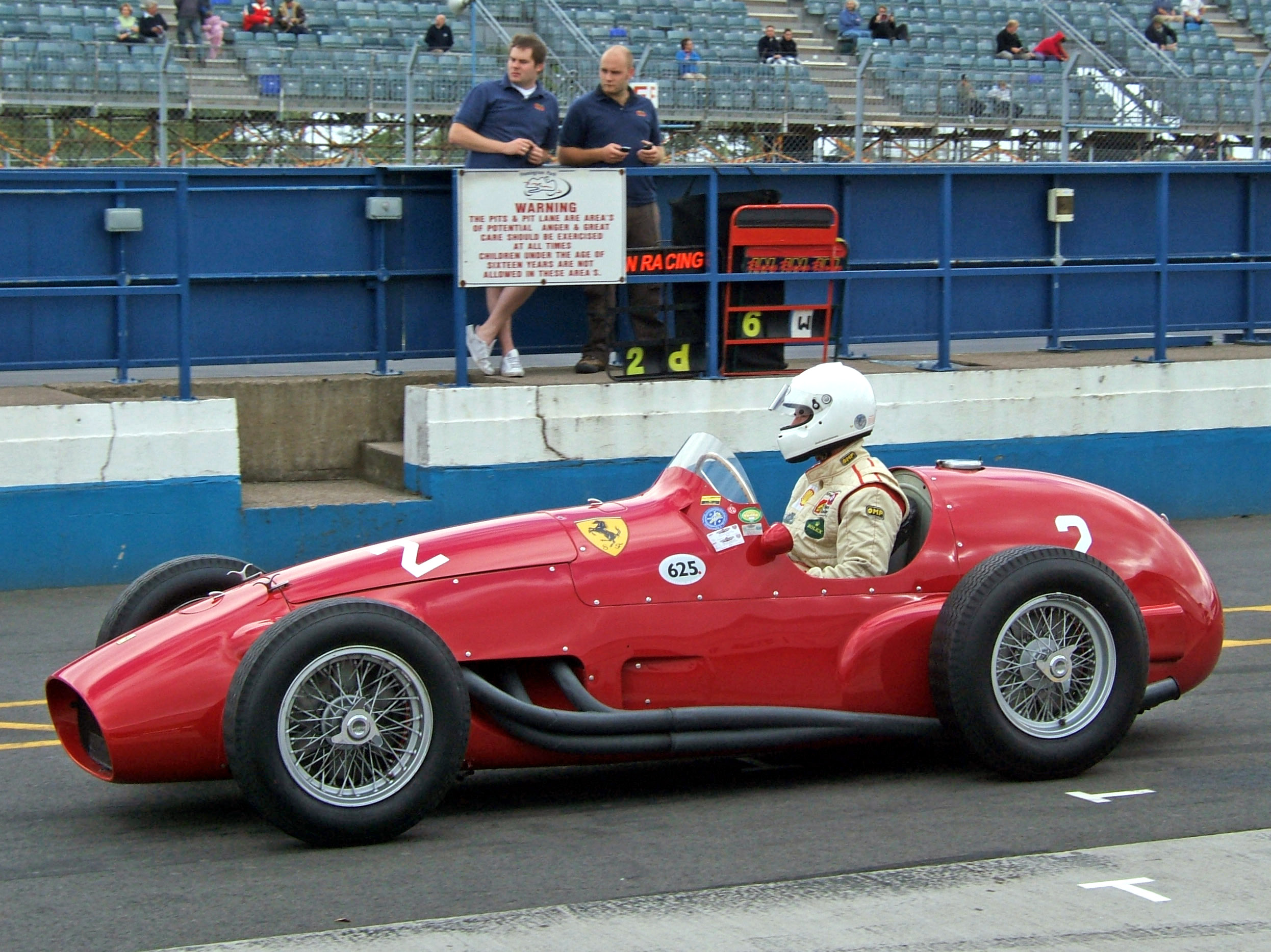
Ferrari Tipo 625 2007-ben, Doningtonban

A Ferrari 1950-ben az idény második versenyén debütált a Formula–1-ben, a monacói nagydíjon Alberto Ascarival és Luigi Villoresivel. A Formula–1 első két évét az Alfa Romeo uralta, Juan Manuel Fangióval és Nino Farinával. A Ferrari második évében, 1951-ben José Froilán González megszerezte az olasz csapat első győzelmét a brit nagydíjon. 1951 után az Alfa Romeo visszavonult a versenyzéstől, az 1952-es évet a Ferrari és Ascari uralta teljes mértékben. A bajnokság élén a három a Ferraris végzett, Ascari lett a világbajnok hat győzelemmel, Farina második, Piero Taruffi harmadik helyen végzett. 1953-ban ismét Ascari lett a bajnok, az utolsó versenyen tudta csak megverni a Ferrarikat a Maseratis Fangio, aki az évben második lett. 1954-re bevezették az új 2.5 literes motorokat, a Ferrari új autója a Tipo 625-ös lett. Az évet Fangio nyerte, évadját a Maseratival kezdte, a Mercedesszel fejezte be. A ferraris González második lett a bajnokságban. A Ferrari 1955-ben és 1956-ban a Lancia karosszériáit használta. 1955-ben a csapat összesen egy versenyt tudott megnyerni Maurice Trintignanttal. Ugyanabban az évben meghalt Alberto Ascari egy sportautó balesetben. 1956-ban Collins kettő, az ez évben ferraris Fangio három győzelmet és egyben negyedik világbajnoki címét szerezte. 1957-re Fangio visszatért a Maseratihoz, és ismét győzött. 1958-ban, amikor elindult konstruktőri világbajnokság, a Vanwall nyerte az elsőt. 1958-ban a csapat új modellje a 246 Dino lett, mellyel Mike Hawthorn megnyerte az évi egyéni bajnoki címet. Hawthorn nem örülhetett sokáig világbajnoki címének, 1959 januárjában meghalt közúti balesetben. 1959-re a csapat új versenyzői Phil Hill, Jean Behra, Tony Brooks és Dan Gurney lettek, nagy sikert azonban egyikük sem ért el. A világbajnokságot az ausztrál Jack Brabham nyerte a Cooperrel.
Az 1950-es években a kezdeti sikerek mellett a tragédiák sora sem kerülte el a csapatot. Castellotti 1957 márciusában, Modenában vesztette életét, miközben a Sebringi 12 órás autóversenyre tesztelte az új Ferrarit, Alfonso de Portago autója ugyanazon év májusában a Mille Miglia versenyen Mantova közelében belerohant a tömegbe, megölve tizenkét embert. A Ferrarit ezért emberölésért megvádolták. Az 1958-as francia nagydíjon, Reimsben súlyos balesetet szenvedett Luigi Musso, aki néhány órával a kórházba szállítást követően életét vesztette.

#### 1960–1969

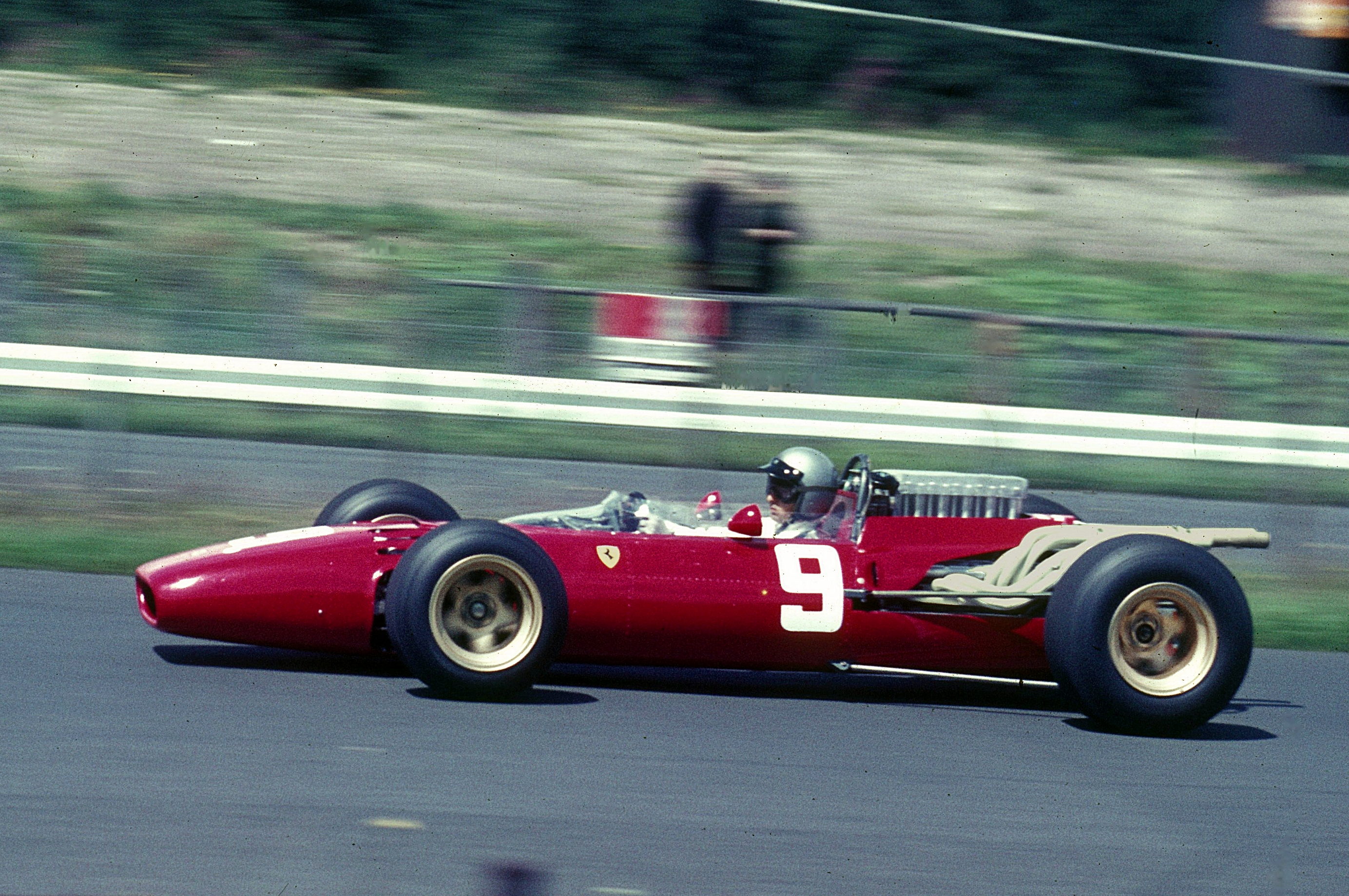
Lorenzo Bandini 1966-ban

Az 1960-as szezon valamivel jobban sikerült, mint az 1959-es. A versenyzők Phil Hill, Wolfgang von Trips és Cliff Allison voltak. A mezőny közepén még Willy Mairesse és Richie Ginther is versenyzett. Mairesse első-motoros, Ginther a Ferrari első középmotoros autóját vezette. A Ferrari ez évben megnyerte a Le Mans-i 24 órás autóversenyt Paul Frère és Olivier Gendebien versenyzőkkel. 1961-re maradt Hill, von Trips, és Ginther. Phil Hill és von Trips első és második lett a bajnokságban, a Ferrari megnyerte a konstruktőri vb-címet. Giancarlo Baghetti a szezon közepén csatlakozott, aki élete első Formula–1-es versenyét azonnal megnyerte. Von Trips egy versennyel az év vége előtt Olaszországban meghalt balesete következtében, Hill világbajnok lett. A Ferrari Le Mans-ban is nyert Olivier Gendebiennel és Phil Hill-lel. 1962-ben Hill és Baghetti maradtak újonc versenyzőkkel, Ricardo Rodríguezzel és Lorenzo Bandinivel kiegészülve. A szezon során azonban egy futamgyőzelmet sem könyvelhettek el maguknak. 1963-ban a versenyzők Bandini, John Surtees, Willy Mairesse és Ludovico Scarfiotti voltak. A német nagydíjon Surtees, Mairesse azonban súlyos balesetet szenvedett, és nem tudott már újra versenyezni. 1964-ben a Ferrari új modellje a nyolchengeres 158 F1 lett. Surteeshez és Bandinihoz csatlakozott a fiatal mexikói Pedro Rodríguez, aki az 1962-ben meghalt Ricardo Rodríguez testvére volt. Surtees kettő, Bandini egy versenyt nyert. Surtees ezzel jóval megelőzte a Lotusos Jim Clarkot, aki bár három versenyt nyert, mégis csak harmadik lett. Surtees világbajnok, Bandini negyedik lett. A Ferrari már ötödször nyerte meg a Le Mans-i versenyt is, ebben az évben Jean Guichet-vel és Nino Vaccarellával. 1965 az utolsó év volt a Formula–1-ben, amikor 1.5 literes motorokat lehetett használni, a Ferrari az év első felében még V8-as motorjaival versenyzett, az év második felében már 12 hengeres motorokkal indult. Az évben azonban Clark fölényesen győzött a Lotus-szal. Ekkor a Ferrari már hetedik Le Mans-i győzelmét szerezte meg egyhuzamban. 1966-ban Surtees és Bandini is egy-egy futamgyőzelmet szerzett. Surtees az idény közepén a Cooperhez igazolt, helyére Mike Parkes ült be. 1967-ben Chris Amon lett Bandini csapattársa. Bandini a monacói nagydíjon történt balesete után néhány nappal meghalt. Az 1968-as szezon valamivel jobban sikerült a csapat számára. Jacky Ickx franciaországi győzelmével és jó helyezéseivel a negyedik lett a bajnokságban. Az év végén távozott a Brabham csapathoz. 1968 nyarán a Fiat megvásárolta 11 millió dollárért a Ferrari utcai autó részvényeit, de ennek 50%-a továbbra is a Ferrari irányítása alatt állt. 1969-ben a csapat nem volt túl sikeres, Ickx az idényt Brabhamnél töltötte. Az év közepén Pedro Rodríguez a szezon végéig a Ferrarihoz igazolt, 1969 végén Amon elhagyta a csapatot.

#### 1970–1979

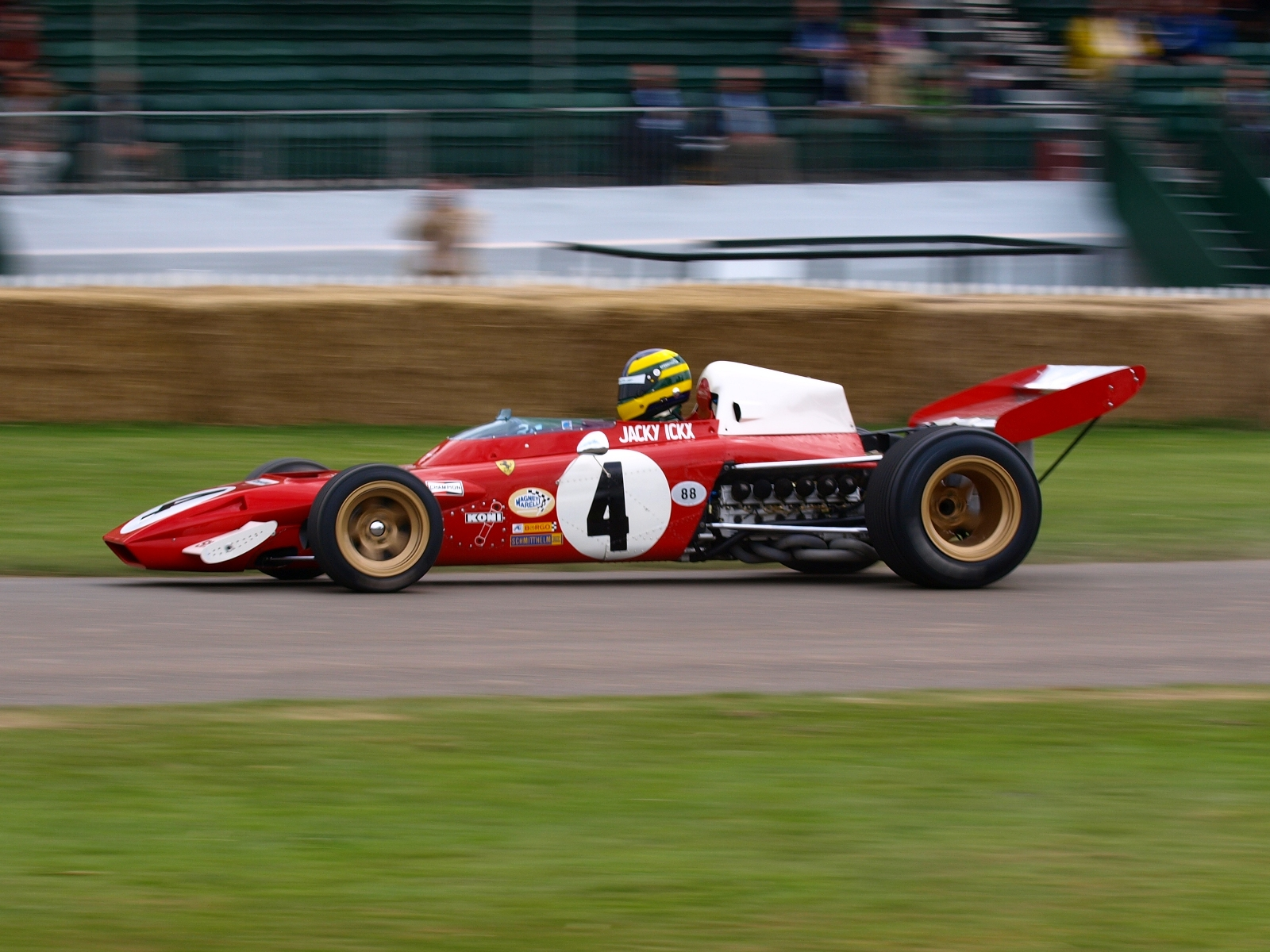
Ickx Ferrari 312B2-je 2008-ban

1970-ben Jacky Ickx visszatért a Ferrarihoz, csapattársa Clay Regazzoni lett. A Ferrari a Lotusszal harcolt a világbajnoki címért. Ickx megnyerte az osztrák, a kanadai és a mexikói nagydíjakat, mellyel második lett a posztumusz világbajnok Jochen Rindt mögött. A következő években a csapat ritkán ért el jó helyezéseket, futamgyőzelmeket. Az 1971-es szezonnyitót meglepetésre Mario Andretti nyerte, Ickx győzött a holland, majd az 1972-es német nagydíjon, azonban összességében nem voltak sikeresek. A hanyatlás mélypontja az 1973-as szezon volt, amikor két versenyen egy Ferrari sem vett részt.

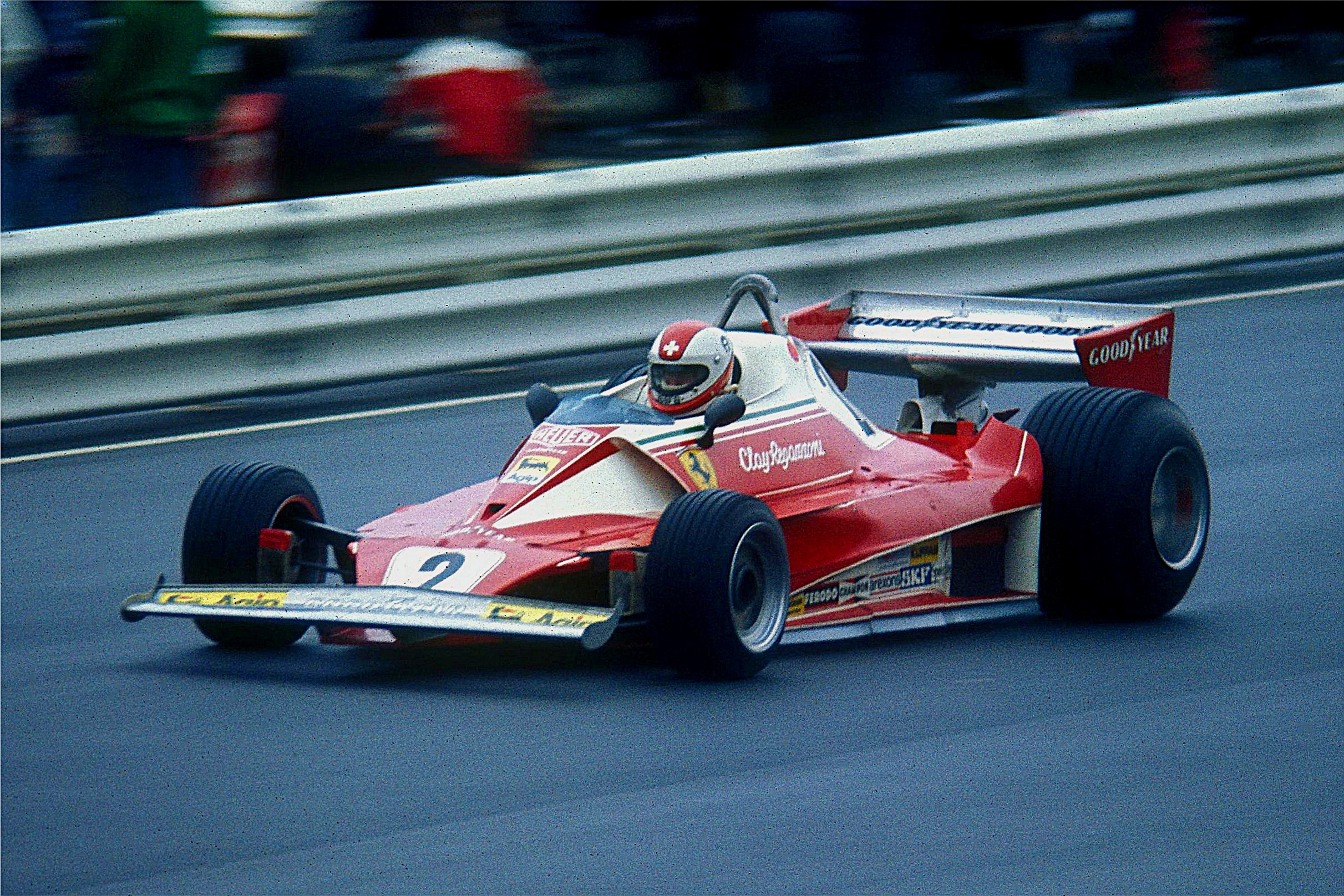
Clay Regazzoni 1976-ban

1974-ben Enzo Ferrari befejezte a Ferrari sportautóverseny programját, Luca di Montezemolót tette meg csapatfőnöknek és Niki Laudát hozta el a csapatba, aki kétszer nyerni tudott a szezonban. Regazzoni 1973 után visszatért a csapathoz. Az új 312T modellel Lauda egyéni, a Ferrari konstruktőri bajnoki címet szerzett 1975-ben. 1976 konstruktőri világbajnoka ismét a Ferrari lett. Lauda egy ponttal maradt csak le a mclarenes James Hunttól, miután súlyos nürburgringi balesete után két versenyt kihagyni kényszerült. Az év közben Clay Regazzoni helyére Carlos Reutemann érkezett. 1977-ben Lauda ismét megnyerte a világbajnoki címet, a Ferrari szintén. 1978-ra az olasz csapat versenyzőfelállása Reutemann és Gilles Villeneuve lett, miután Lauda elhagyta a csapatot, és a Brabhamhez ment. Az évet azonban fölényesen a Lotus nyerte radikális újításának köszönhetően, melynek lényege a leszorítóerő megnövelése volt. 1979-re a dél-afrikai Jody Scheckter érkezett az olaszokhoz, aki Michael Schumacher érkezéséig a Ferrari utolsó világbajnoki címét szerezte 1979-ben. A modellt, amivel Scheckter nyert, már szintén a nagy leszorító erő elérésének megfelelően tervezték, és 12 hengeres motorja volt.

#### 1980–1989

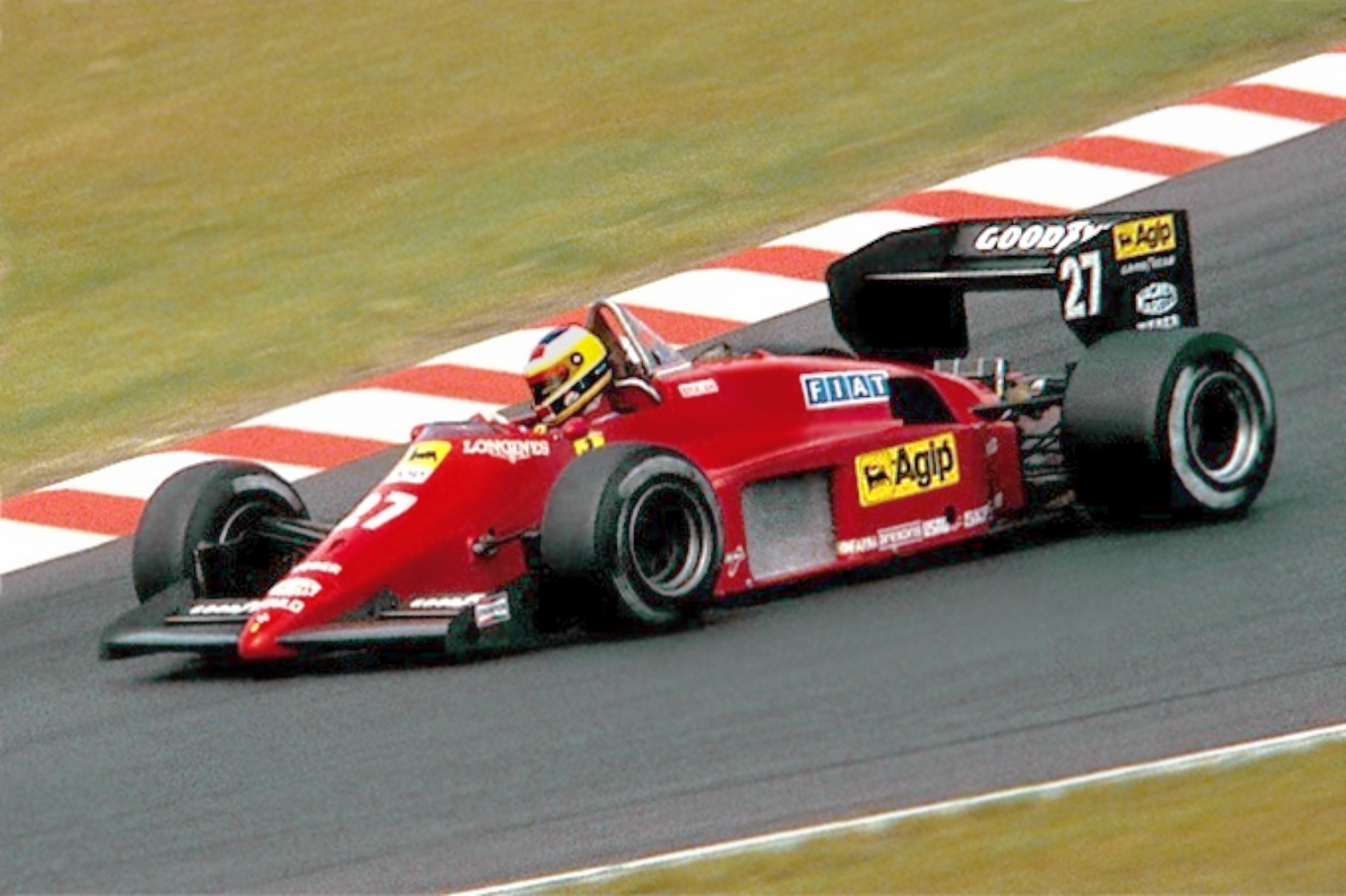
Michele Alboreto1985-ben a Ferrarival

1980-ban a Ferrari az 1979-es versenyzőfelállásnál maradt, ám az idényben egyszer sem nyertek, az évet Alan Jones nyerte a Williamsszel. 1981-re Villeneuve új csapattársa Didier Pironi lett, ekkor vezette be a csapat turbófeltöltős, V6-os motorjait. Az évben a kanadai kétszer állhatott a dobogó legfelső, egyszer a legalsó fokán. 1982-re a Ferrari a világbajnoki cím legesélyesebb csapatává vált, azonban Gilles Villeneuve a belga nagydíj időmérő edzésén balesetet szenvedett és meghalt. Halála után a Ferrari autói 1996-ig a 27-28-as rajtszámot kapták, Villeneuve 1982-es rajtszámára emlékezve (kivéve 1990-t, amikor az előző világbajnok Prost érkezett a csapathoz, és ilyenkor kötelező az 1-es, 2-es rajtszám). Pironi, aki az év nagy részében vezetett az összetettben, a német nagydíjon elszenvedett balesetben eltörte lábát, így az utolsó néhány futamon nem vett részt. Keke Rosberg öt ponttal előzte meg végül a bajnokságban, a konstruktőr-világbajnokságot azonban az olaszok nyerték meg. Villeneuve-öt később Patrick Tambay, Pironit Mario Andretti helyettesítette. 1983-ra Andretti helyére René Arnoux-t ültették, aki három futamgyőzelmével harmadik, Tambay egy győzelmével negyedik lett, a Ferrari az év konstruktőri bajnoka lett. 1984-re Michele Alboreto váltotta Tambayt. Alboreto a következő évben második lett a bajnokságban, Prost mögött. Alboreto csapattársa 1985-től 1986-ig a svéd a Stefan Johansson volt. 1987-re a csapathoz az osztrák Gerhard Berger érkezett, aki harmadik lett Senna és Prost mögött az évben. 1988-ban, 90 évesen meghalt Enzo Ferrari, a csapat alapítója. 1989-re betiltották a turbó-motorok használatát, az olasz csapat így régi V6-os motorjait V12-es motorokra cserélte. Ugyanebben az évben érkezett Alboreto helyére Nigel Mansell, aki az év első versenyét, a brazil nagydíjat megnyerte a Ferrarival. Dobogós lett még emellett a francia, a brit, a német és a belga nagydíjakon, valamint nyert a Hungaroringen is.

#### 1990–1999

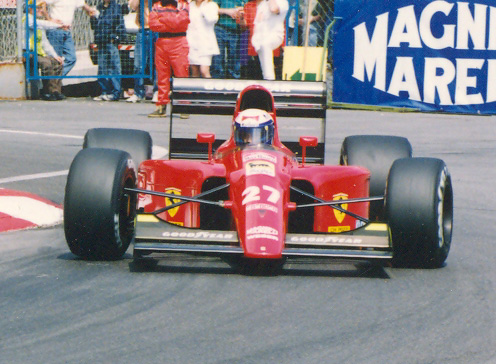
Prost az 1991-es monacói nagydíjon

1990-ben a Ferrari ígéretes versenyzőpárossal kezdett. Gerhard Berger helyére az akkori háromszoros világbajnok Alain Prost érkezett, a másik versenyző maradt, a brit Nigel Mansell. Az év során a francia Prostot gyakran részesítették előnyben, Mansell a háttérbe szorult. Prost 5 versenyt nyert az évben, végig esélyes volt a bajnoki címre. Az utolsó versenyen azonban a bajnokságot vezető Ayrton Senna kiütötte, így mindketten kiestek, és ezzel a brazil lett az év bajnoka a McLarennel. Az elégedetlen Mansell az év végén elhagyta a csapatot, és a Williamshez szerződött. A brit helyére a francia Jean Alesi került, aki az előző években a Tyrellnél versenyzett. A csapat ez évben jelentősen visszaesett, egy versenyt sem tudtak nyerni, legjobb eredményük is néhány dobogós hely volt. Prost elégedetlensége miatt az utolsó, ausztrál nagydíjon már részt sem vett, helyére Gianni Morbidellit ültették be. A csapat a következő két évben, 1992-ben, és 1993-ban egy versenyt sem nyert. A korábban ferraris Gerhard Berger 1993-ban tért vissza az olaszokhoz. A Ferrari 412T-vel, melyet 1994-ben és 1995-ben is használtak, már több dobogós helyet, és négy pole-pozíciót szereztek. Győzelmet azonban csak kétszer arattak, Berger 1994-ben a német nagydíjon, és Alesi az 1995-ös kanadai nagydíjon.

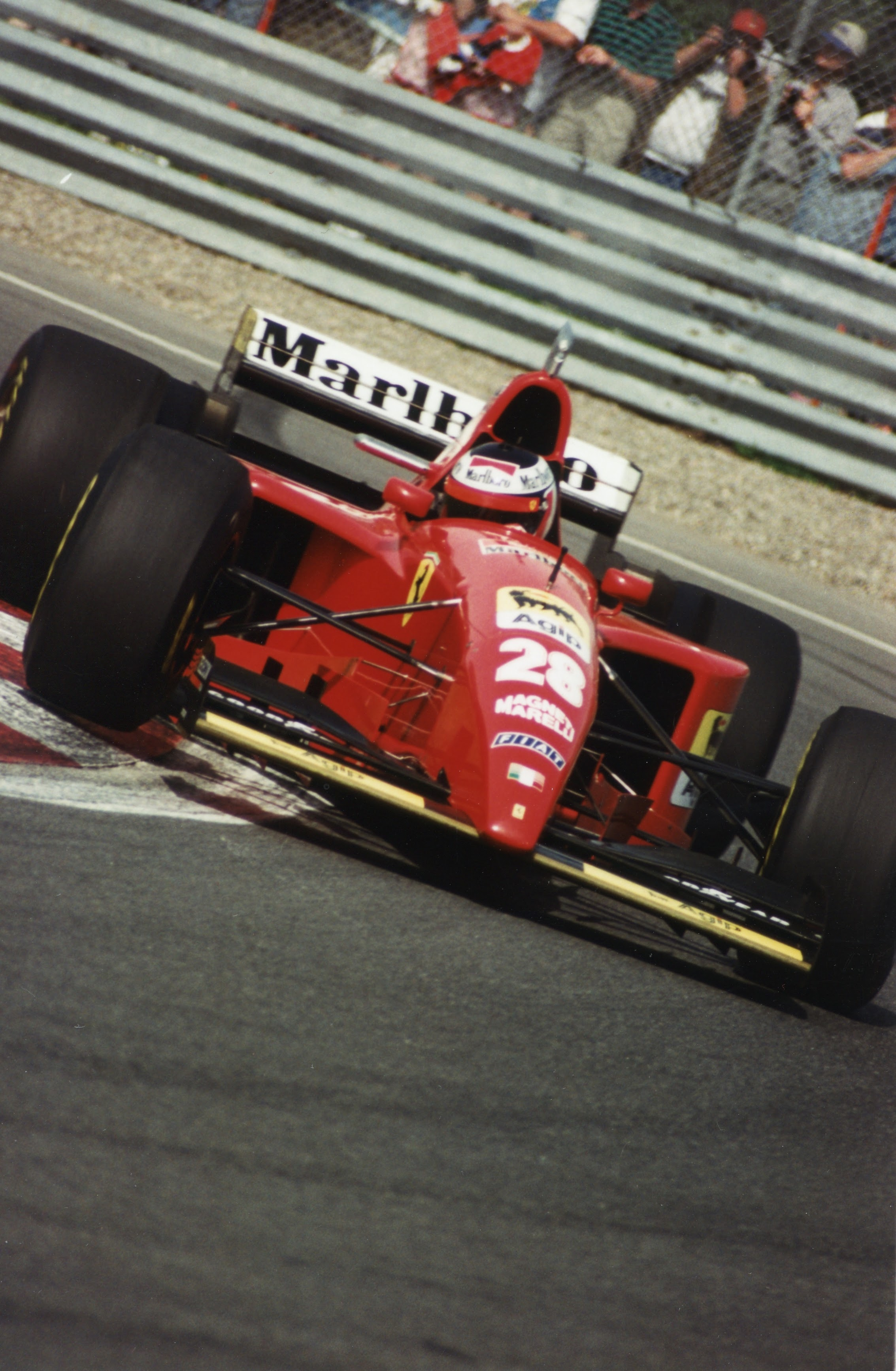
Gerhard Berger autója 1995-ben

1996-ban a Ferrari megvásárolta 30 millió dollárért az akkor kétszeres világbajnok Michael Schumachert, aki korábban a Benettonnál versenyzett. Ekkor érkezett a csapathoz Ross Brawn technikai igazgató és Rory Byrne főtervező is. A korábbi, sokat fogyasztó V12-es motorokat a takarékosabb V10-esekre váltották. A másik új versenyző Eddie Irvine lett. A csapat ezután gyors fejlődésnek indult. 1996-ban három győzelmet könyvelhettek el, melyeket Schumacher szerezte a spanyol, a belga, és az azt követő hazai, olasz nagydíjon. A Ferrari 1996 második legjobb csapatává vált a Williams mögött. 1997-ben Schumacher sokáig vezette a pontversenyt, az utolsó, európai nagydíjon, mikor legfőbb vetélytársa, Jacques Villeneuve megelőzte, összeütköztek, a német kiesett, míg Villeneuve célba ért és ezzel ő lett a világbajnok. Az FIA utólag a németet tette felelőssé a balesetért, melynek következtében törölték a szezonban megszerzett pontjait. 1998-ra a Williams helyett a McLaren vált a Ferrari legnagyobb vetélytársává. Schumacher hatszor nyert a szezonban. Olaszországban, Enzo Ferrari 1988-as halálának évfordulóján is győzött a német. Az utolsó két versenyen azonban Mika Häkkinen és a McLaren nyert, így ők lettek a bajnokok, Schumacher és a Ferrari második helyezést értek el a bajnokságban. Az 1999-es év is a brit nagydíjig Schumacher és Häkkinen csatájáról szólt, mikor a német autója a fékhiba miatt falnak ütközött. Az elszenvedett lábszártörés következtében hét versenyt kénytelen volt kihagyni. Helyére Mika Salo érkezett. Eddie Irvine az utolsó, japán nagydíjig harcban volt a bajnoki címért, végül második lett, kettő ponttal lemaradva az év végén a finntől. A konstruktőri bajnokságot azonban a Ferrari nyerte a McLaren előtt.

#### 2000–2009

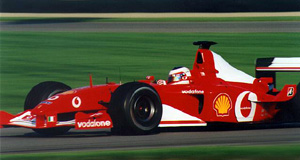
Barrichello 2002-ben

2000-ben Schumacher nagy csatát vívott Mika Häkkinennel, ám végül a német lett a világbajnok, és ezzel a csapat első egyéni címét szerezte meg 1979 óta, mikor Jody Scheckter nyert a Ferrarival. Csapattársa Rubens Barrichello volt, aki negyedik lett a bajnokságban. 2001-ben Schumacher már 4 versennyel a szezon vége előtt megnyerte a bajnokságot, összesen 9 futamgyőzelmet aratott. Barrichello harmadik lett. A híres 2001-es A1-Ring-i eset során Barrichello néhány méterrel elengedte az akkor harmadik Schumachert, hogy több pontot szerezzen; az FIA, a média és a szurkolók legnagyobb meglepetésére. 2002-ben ismét Schumacher és a Ferrari uralta az évet, a 17 versenyből 15-öt nyert meg a két ferraris (Schumacher tizenegyet, Barrichello négyet), Schumacher mindegyik versenyén dobogóra állhatott. 2002-ben történt a második A1-ring-i eset, ahol Barrichello a csapat utasítására elengedte Schumachert. A német, aki nem értette miért engedték el, a dobogó legfelső fokára engedte a brazilt. Az incidens nagy felháborodást váltott ki, a Ferrari az eset után 1 millió dollár büntetést kapott, és 2003-tól betiltották a csapatutasításokat. Schumacher megszerezte ötödik világbajnoki címét, beállítva ezzel Juan Manuel Fangio rekordját. 2003-ban a Ferrari kissé visszaesett, az ausztrál nagydíj dobogójára az egyik ferraris sem állhatott fel. A kanadai nagydíjig a McLaren vezette a bajnokságot. Erősek voltak a Williamsek is, Ralf Schumacher és Montoya összesen négy versenyt nyertek. A világbajnoki cím sorsa az utolsó, japán nagydíjon dőlt el, Schumacher lett a világbajnok, két pont előnnyel Kimi Räikkönen előtt. Ezzel Michael Schumacher lett a legsikeresebb versenyző a Formula–1-ben, addigi hat világbajnoki címével.
2004-ben ismét a Ferrari dominált. Schumacher és Barrichello az első és a második helyen zárta az évet. A Ferrari könnyedén megnyerte a bajnokságot, Schumacher hétszeres világbajnok lett. 18 versenyen 15 Ferrari győzelem született.
2005-ben véget ért a Ferrari öt évig tartó sikersorozata. A sok szabályváltoztatás miatt a 2005-ös évet a 2004-es modell módosított változatával kezdték (F2004M) nem sok sikerrel, szemben a McLaren és a Renault csapatokkal. A harmadik, bahreini nagydíjon mutatták be az F2005-ös modellt, mely szintén alig tudta felvenni a versenyt a McLaren és a Renault csapatokkal. Bahreinben Schumacher technikai probléma miatt kiesett, amely először esett meg vele a 2001-es német nagydíj óta. Problémát okoztak a Bridgestone gumik is, melyek nem tudták igazán felvenni a versenyt a konkurens Michelin gumikkal. Az évben egyszer tudott Michael Schumacher nyerni, a ‘’csonka’’ amerikai nagydíjon, mikor a michelines csapatok nem álltak rajthoz, és összesen hat autó volt versenyben. Az év végén Barrichello a Honda csapathoz igazolt át, Schumacher új csapattársa a brazil Felipe Massa lett.

A gyenge 2005-ös év után a Ferrari 2006-os új autója a 248 F1 lett. Az USA Nagydíjat kettős győzelemmel zárták, Massa pedig első győzelmét aratta a Török Nagydíjon. Az Olasz Nagydíj után Schumacher bejelentette visszavonulását, a helyére Kimi Räikkönent szerződtették. Ebben az évben végig versenyben voltak a bajnoki címért, de ezúttal is alulmaradtak, ha nem is sokkal, Fernando Alonso és a Renault ellenében.

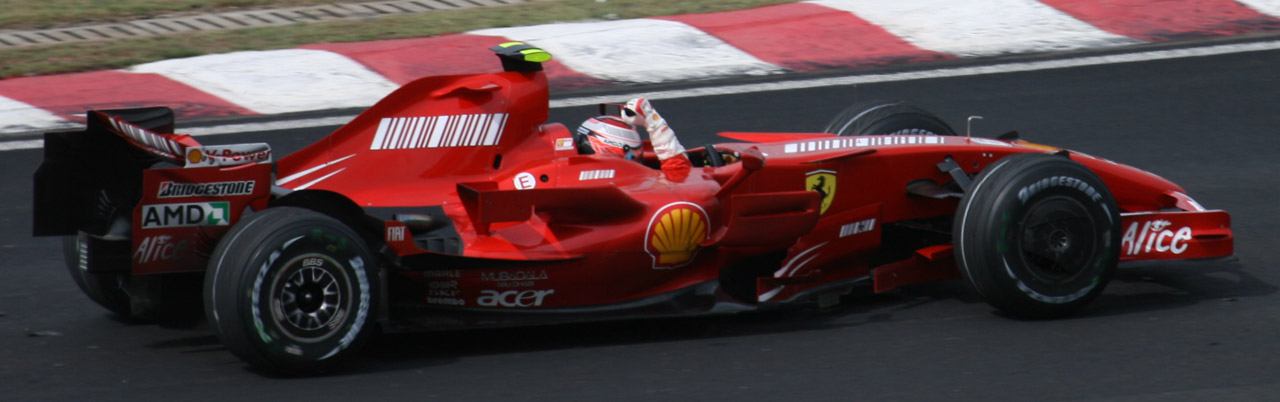
Räikkönen megnyeri a brazil nagydíjat, és egyben a 2007-es világbajnokságot is

A 2007-es szezonban a Ferrari legnagyobb konkurense a Renault visszaesését követően a McLaren lett, Fernando Alonsóval, és a brit újonc Lewis Hamiltonnal. Kimi Räikkönen az év első versenyét megnyerte az F2007-tel. Utoljára Nigel Mansell volt képes első ferraris versenyét megnyerni. A kiélezett küzdelem a bajnoki címért egészen az utolsó futamig fennmaradt, de Räikkönen a Brazil Nagydíj megnyerésével mindössze egyetlen ponttal megelőzve riválisait világbajnok lett. A Ferrari megnyerte a konstruktőri bajnoki címet is, miután a McLarent diszkvalifikálták a hírhedt kémkedési botrány miatt. Az ügyben érintett volt a Ferrari egyik alkalmazottja, Nigel Stepney is, akit menesztettek, miután kiderült, hogy ő szivárogtatott adatokat a riválisnak.

A Ferrari 2008-ra megtartotta az egy évvel korábbi versenyzőpárosát, a csapat személyi összetételében azonban változások álltak be, melyek közül a legjelentősebb, hogy az 1993 óta csapatfőnökként dolgozó Jean Todtot Stefano Domenicali váltotta fel. A korábbi technikai igazgató, Ross Brawn 2007-es szabadsága után szintén elhagyta a csapatot. Az új Ferrari F2008-at január 6-án mutatták be. Az idény ígéretesen indult, kettős győzelmet arattak a bahreini és a spanyol nagydíjon is, a török nagydíj megnyerése után pedig Massa lépett elő, mint a világbajnoki cím legesélyesebbje. Közte és a McLarenes Lewis Hamilton között kiélezett küzdelem folyt, mely az utolsó, Brazil Nagydíjig fennállt. Massának meg kellett nyernie a versenyt, hogy világbajnok legyen, amit teljesített is. Öröme azonban csak néhány másodpercig tartott, mert az utolsó kör legutolsó kanyarjában Hamilton megelőzte Timo Glockot, és feljött az ötödik helyre, amellyel már ő volt a világbajnok.

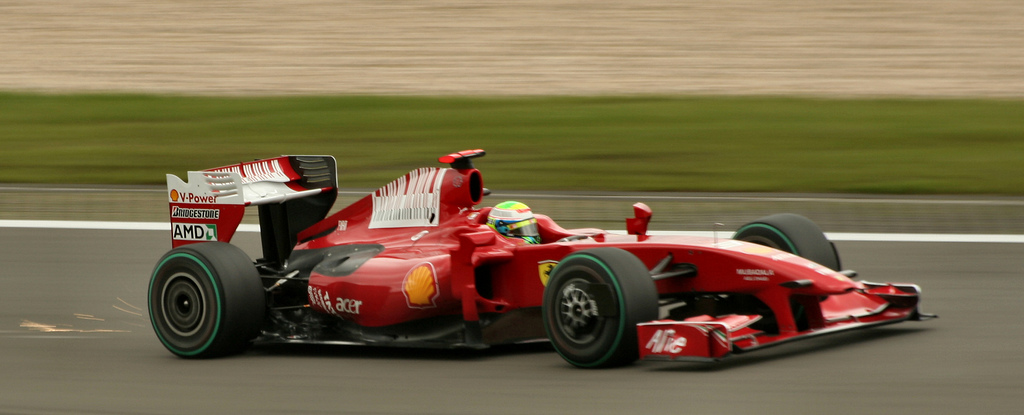
Massa a Nürburgringen harmadik lett

A gyökeresen megváltoztatott szabályoktól bővelkedő 2009-es szezonnak változatlan versenyzőpárossal vágott neki a csapat. A 2009-es autót az F60-ast január közepe óta tesztelték, a év közbeni teszttilalom miatt. Räikkönen új versenymérnököt kapott, Andrea Stella személyében. A csapat számára botrányosan kezdődött az év, hiszen az első 4 versenyen csak 3 pontot szereztek, de azt is csak Bahreinben, Räikkönen révén, pedig a csapat 3 versenyen KERS-szel ment. A spanyol nagydíjra a csapat szinte teljesen újjáépítette az autót, többek között rákerült az új, duplafedeles diffúzor, és visszakerült a KERS is. Felipe Massának ebben az évben súlyos balesete volt: a magyar nagydíj időmérő edzésének második szakaszában, a négyes kanyar előtt egy, a Rubens Barrichello autójának hátsó felfüggesztéséből elszabadult rugó a sisakjának ütközött. Az autóversenyző szinte fékezés nélkül csapódott a gumifalba. A budapesti Állami Egészségügyi Központban homlok- és arccsonttöréssel megműtötték, de Massa az év hátralévő részében már nem versenyezhetett. Az olasz istálló bejelentette, hogy Felipe Massát a továbbiakban Michael Schumacher fogja helyettesíteni, ám a hétszeres világbajnok a mugellói tréning után erős nyaki fájdalomra panaszkodott és ezzel a terapeuták sem tudtak mit kezdeni. Így az olasz Luca Badoert ültették Massa helyére. Két versenyen is részt vett az olasz (európai nagydíj, belga nagydíj), de nem bizonyult elég gyorsnak. Végül a Ferrari leszerződtette a Force India pilótáját, Giancarlo Fisichellát az utolsó öt versenyre, ezzel együtt Fisichella megkapta a 2010-es tesztpilótai ülést is. Räikkönen eközben négy egymás követő versenyen (Hungaroring, Valencia, Spa és Monza) dobogóra tudott állni két harmadik, egy második hellyel és egy belgiumi győzelemmel. A finn az egyéni világbajnokságban a 6. helyen végzett, a csapat a negyedik lett a konstruktőri bajnokságban.

#### 2010–2019

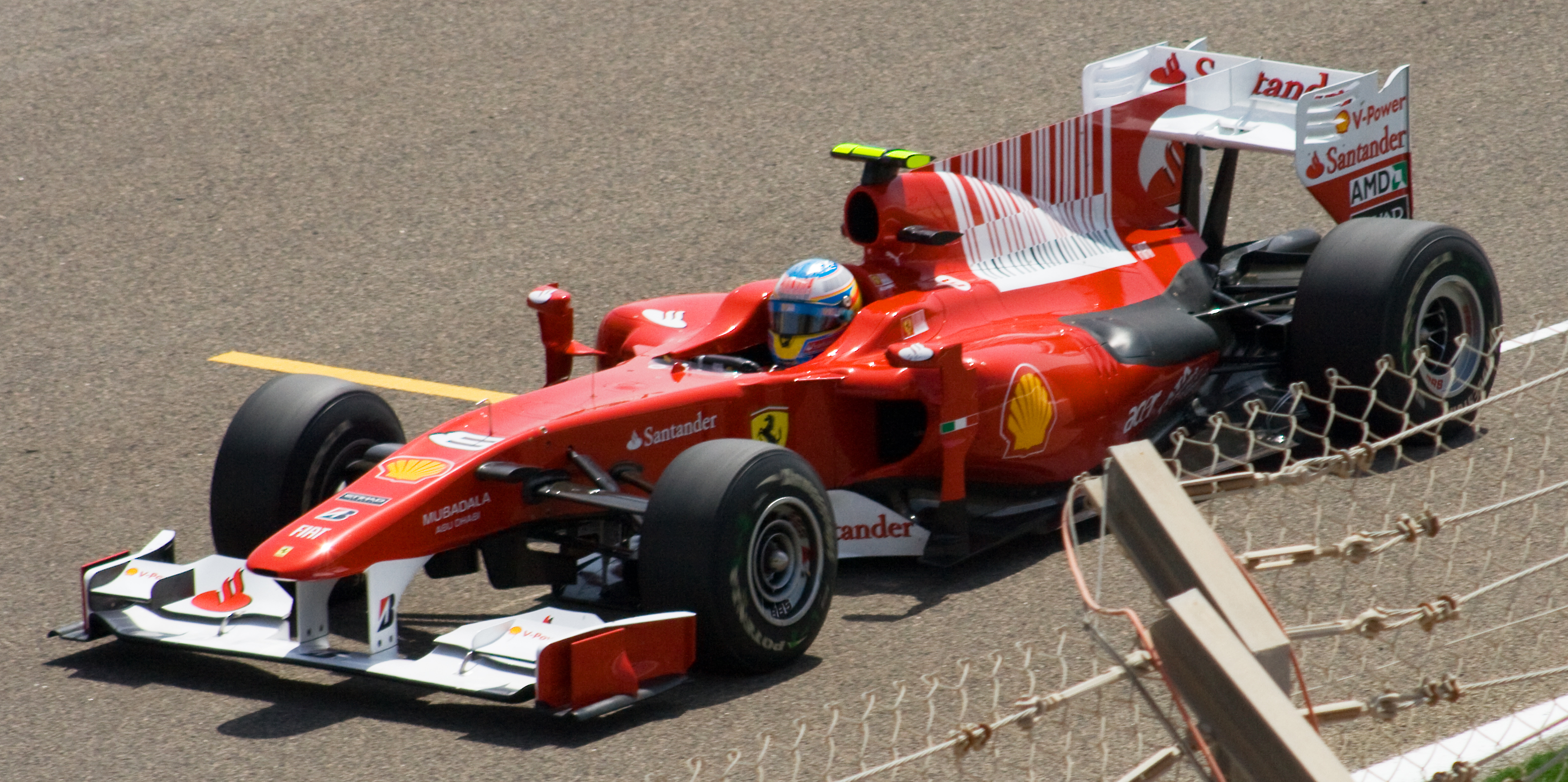
Alonso megnyerte első ferraris versenyét

Bár a szerződése még egy évre szólt volna, a Ferrari óriási végkielégítéssel elküldte Räikkönent, és helyére Fernando Alonsót szerződtette. Az év jól indult a csapatnak, a téli tesztek során megbízhatónak és gyorsnak mutatkozott az idei versenygép. Alonso megnyerte élete első ferraris futamát, de ezt követően visszaestek, köszönhetően a meglepően gyors Red Bulloknak. A Német Nagydíjon megbüntették a csapatot, mert csapatutasítást adtak, ami 2003 óta tilos – Massának el kellett engednie Alonsót. Alonso még három versenyt nyert az idényben, és esélyes volt a bajnoki címre is, de azt Sebastian Vettel zsebelhette be.
2011-es autójuk a Ferrari 150° Italia névre hallgatott, miután a korábbi, F150 nevet a Ford saját autómárkájukkal való összetéveszthetőség miatt letiltatta. Ez az év nem a Ferrari éve volt: mindössze egyetlen győzelmet arattak, azt is a brit nagydíjon, amikor a versenytársak által használt befújt diffúzorokat ideiglenesen tiltólistára helyezték. Egyébként a csapat meglepően lassú volt.
A szabályváltozások miatt áttervezett, kissé csúnyácska "kacsacsőrű" 2012-es Ferrarit ugyancsak Alonso és Massa vezették. Az autó jól vezethető volt, folyamatosan esélyes volt a világbajnoki címre, Alonso is jól állt a bajnokságban – aztán az idény végi, tengerentúli versenyeken Vettel és a Red Bull tönkreverte őket, így elvesztették a csatát. 2013-ban aztán ismét az Alonso-Massa párossal vágtak neki az idénynek. Alonso két győzelmet is tudott aratni, míg Massa pocsék évadot tudhatott magáénak. A csapat harmadik lett a konstruktőrök versenyében, Alonso második, de nagy lemaradással.
2014-ben elkezdődött a Formula–1 történetének második turbókorszaka. Az idényben Massát a csapathoz visszatérő Räikkönen váltotta. A remekpilótapáros ellenére a szezon pocsékul sikerült: még csak győzelmet sem sikerült aratniuk, ilyesmire nem volt példa 1993 óta. A csapatvezető Stefano Domenicallit menesztették, helyére Marco Mattiacci került. Az év végén Luca di Montezomolo is visszavonult a csapat ügyeinek intézésétől. A folytatásnak a Ferrari nagy belső változásokkal indult neki: 2015-ben a McLarenhez távozó Alonso helyére Sebastian Vettel került. Di Montezomolo helyét Sergio Marchionne foglalta el, Mattiacci helyére pedig Maurizio Arrivabene került. A csapat képes volt felvenni a versenyt a domináns Mercedesszel, még ha ez kevés is volt. Vettel háromszor tudott győzni az idény során. Ez a jó sorozat a 2014-eshez hasonló pocsék évbe fordult 2016-ban, amikor ismét nem tudtak egyetlen futamot sem nyerni.
2017-ben aztán meglepően jó formát mutatott a Ferrari. Vettel megnyerte az ausztrál nagydíjat, mely nemcsak hosszú idő után volt az első Ferrari-győzelem, de úgyszintén hosszú idő után az első futam, amikor egy ferraris versenyző vezette a világbajnokságot. Ez volt a csapat 225. győzelme is egyben. Az év a legekről szólt: Monacóban Vettel révén 16 év után először nyert a csapat pilótája, és ugyanezen a versenyen Raikkönen pole pozíciót szerzett, kilenc év után először. A csapat a nyári szünetig esélyes volt a világbajnoki címre, azonban több évközi hiba (az Azerbajdzsáni Nagydíjon Vettel szándékosan rárántotta a kormányt a biztonsági autó mögött haladó Hamiltonra, és ezzel feleslegesen kapott büntetést; a szingapúri rajt utáni kettős kiesés stb.) miatt rengeteg pontot vesztettek, a közben feljavuló Mercedes és Hamilton pedig nem hibáztak, így két futammal a vége előtt a Ferrari és Vettel is elvesztették esélyüket.

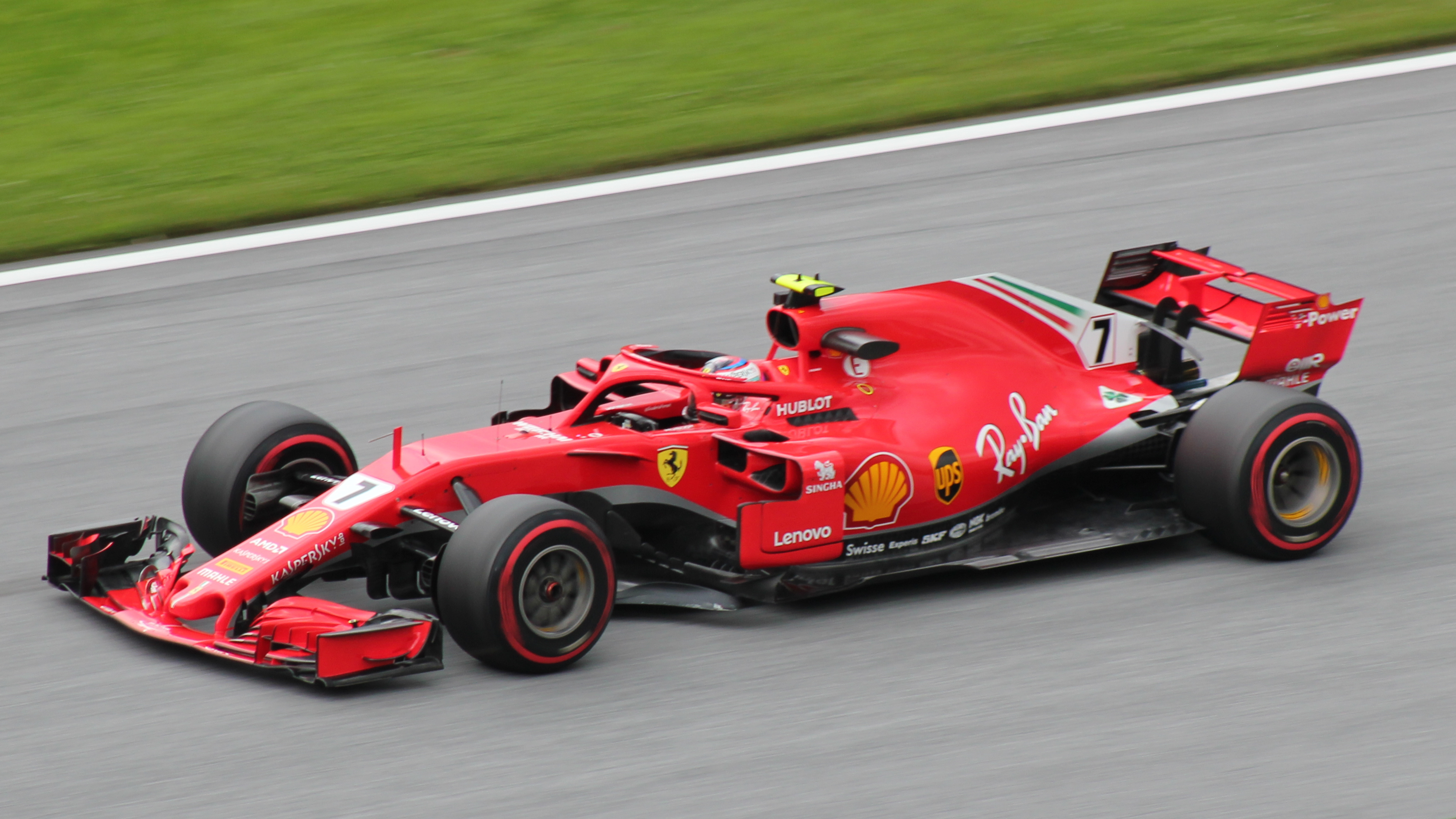
Räikkönen 2018-ban az Osztrák nagydíjon

A 2018-as szezont kiváló formában kezdte a csapat. Úgy tünt, nemcsak sikerült az előző év eleji jó formát átmenteni erre az évre hanem még fejlődni is tudtak, míg a legnagyobb ellenfél, a Mercedes mintha egy kicsit megtorpant volna. Az évad első felében a futamok többségén a Ferrari nyújtotta a magabiztosabb, meggyőzőbb teljesítményt a Mercedessel szemben mind az időmérőkön mind a futamokon egyaránt. A szezon közepe táján kiderült, Sergio Marchionne súlyos egészségügyi problémákkal küzd ezért lemondott a Ferrari vezető pozíciójáról, majd néhány nappal később elhunyt. Nagyjából ettől kezdve, a csapat mintha szétesett volna. Az időmérős tempó megvolt, viszont a futamokon időről időre rengeteg taktikai és pilótahiba következett. Eközben az ellenfél, a Mercedes és Lewis Hamilton kezdett magára találni, és elkezdték ledolgozni a felhalmozott hátrányt. A nyári szünet utáni első versenyt, a Belga nagydíjat, Vettel mondhatni könnyedén megnyerte, így úgy tűnt, hogy a csapat túl tudott lépni a nyári szünet előtti krízisen. A Ferrari hazai nagydíján bejelentették, hogy a csapat másik világbajnok pilótáját Kimi Räikkönen-t (a csapat addigi utolsó egyéni vb-címét megszerző finn pilótáját) a Sauber-Alfa Romeo újoncára, Charles Leclerc-re váltják a következő évtől. Az ezt követő 4 futamon a csapat mintha visszaesett volna, pletykák kezdtek napvilágot látni belső feszültségekről, nézeteltérésekről azonban minden ilyen ilyet hírt cáfoltak. Ezzel szemben a Mercedes mondhatni szárnyalt. Ráadásul Sebastian Vettel elkezdett érthetetlennek tűnő hibákat véteni a futamok az első köreiben. Többször is előfordult, hogy saját hibából/türelmetlenségből adódóan a mezőny végéről kellett pontokat mentenie Hamiltonnal szemben aki mind a négy versenyt megnyerte, így óriási pontelőnyre tett szert a rengeteget hibázó Vettellel szemben. Az amerikai nagydíjon a Ferrari rájött, hogy a legutóbbi fejlesztéseknek köszönhetően estek vissza, amelyeket nyomba le is szereltek az autóról és visszaálltak arra konfigurációra amikor még versenyképesek voltak a Mercedessel szemben. Ez kifizetődött, mert visszakerültek az élre, viszont már késő volt, Hamiltonnak már olyan hatalmas pontelőnye volt Vettellel szemben, hogy a németnek tulajdonképpen már csak matematikai esélye volt a végső győzelemre. Hamilton az előző évhez hasonlóan szintén egy számára felejthető futamon (majdnem körhátrányba került) biztosította be újabb világbajnoki címét, szám szerint az ötödiket. A Ferrari pedig az előző évhez hasonlóan egy újabb csalódást keltő második félévvel szállt ki az egyéni világbajnoki küzdelemből.

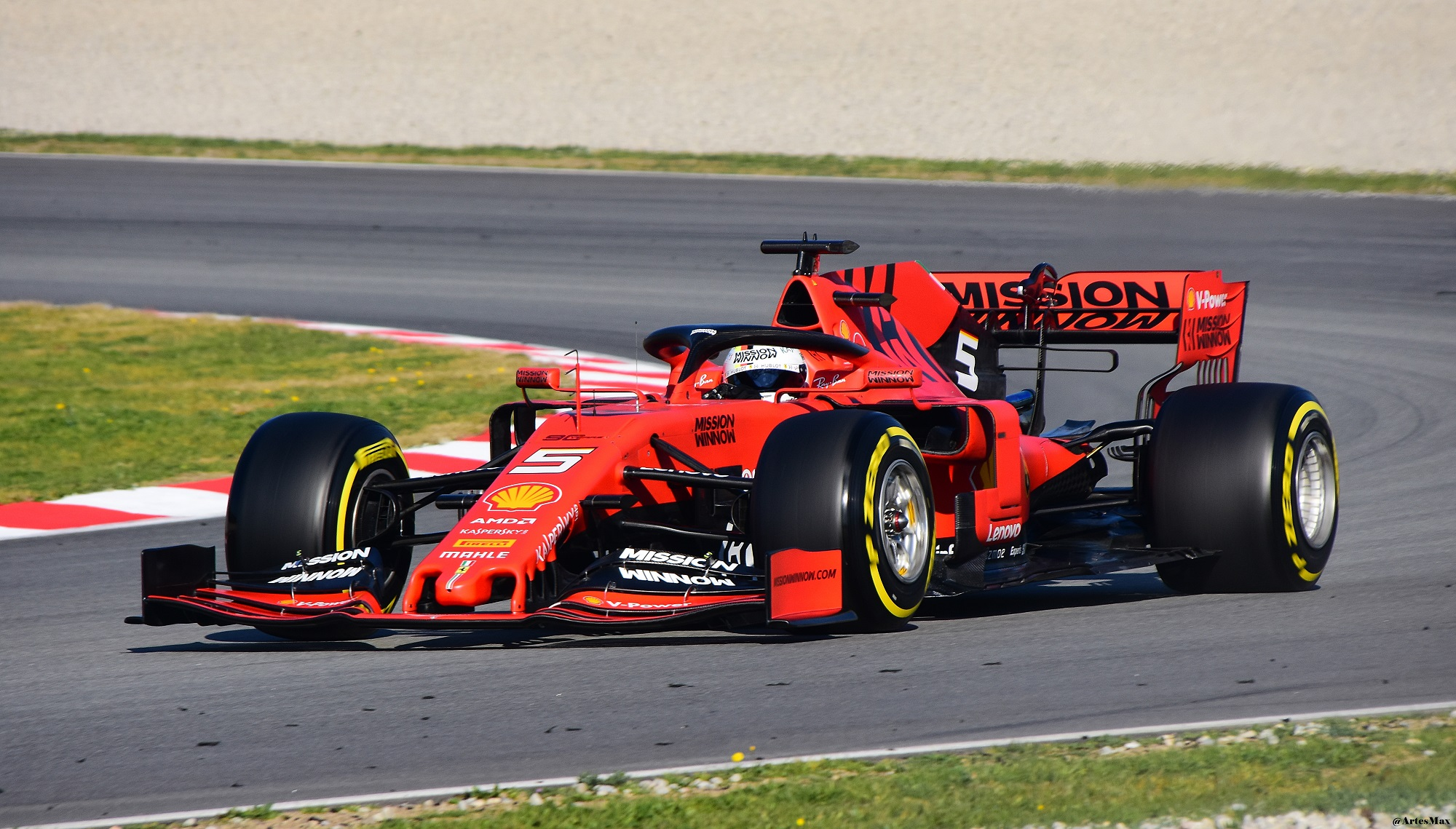
Sebastian Vettel a 2019-es szezon előtti teszten

2019-től Kimi Räikkönen helyét Charles Leclerc veszi át, aki már a 2018-as év végi teszten is a csapat színeiben vett részt. Továbbá az eddigi teszt- illetve szimulátoros munkát elvégző Danyiil Kvjat és Antonio Giovinazzi helyét az egykori Mercedes támogatott Pascal Wehrlein veszi át, mert az előbbi két pilóta aktívan fog versenyezni. A csapat vezetésében is változás történik: Maurizio Arrivabene helyét az eddigi technikai igazgató, Mattia Binotto veszi át.
A 2019-es szezont megelőző tesztek alapján szinte minden szakértő a Ferrarit jelölte meg egyértelmű favoritnak a 2019-s évre vonatkozóan, mivel az autó sokkal jobb köridőket produkált a vetélytársaknál (elsősorban a Mercedesnél), ezenkívül sokkal stabilabbnak és jobban vezethetőnek is tűnt, mint a többi csapat autója.
Az a szezon első futamát a hagyományoknak megfelelően Ausztráliában tartották. a várakozásokkal ellentétben azonban nem a Ferrari dominált hanem a Mercedes uralta a teljes hétvégét, a vörösök pedig még a dobogóra sem tudott felállni. mint utóbb kiderült megbízhatósági okokból kifolyólag vissza kellett venniük a teljesítményből, amelynek következtében 1 perces hátrányban futottak be a a győztes Valtteri Bottas mögött. A következő hétvége a bahreini nagydíj viszont már a Ferrariról szólt. A teljes hétvégét uralták az időmérőn megszerezték az első sort amelyet a csapat újonca Charles Leclerc szerzett meg, Sebastian Vettel előtt. A futam jó részében úgy tűnt, hogy sima Ferrari győzelem lesz, Vettel pedig harmadik lesz, csakhogy a futam során megpördült, emiatt ismét a boxba kellett mennie kereket cserélni, de miközben a boxba tartott letört az első szárnya is. Ezek után elvesztette a harmadik helyet. De ezzel még nem volt vége az istálló rémálmainak ugyanis a magabiztosan az élen haladó Leclerc autója meghibásodott ezért körönként 3-4 másodpercet vesztett az üldözőkkel szemben akik hamar utol is érték és elvesztette az első helyet. Egy utolsó előtti körben beküldött Safety Car mentette meg a dobogót az újonc ferraris és a csapat számára. A harmadik futamon a kínai nagydíjon az olaszok teljesítménye ismét visszaesett és nem igazán tudtak beleszólni a győzelemért fojtatott harcba.

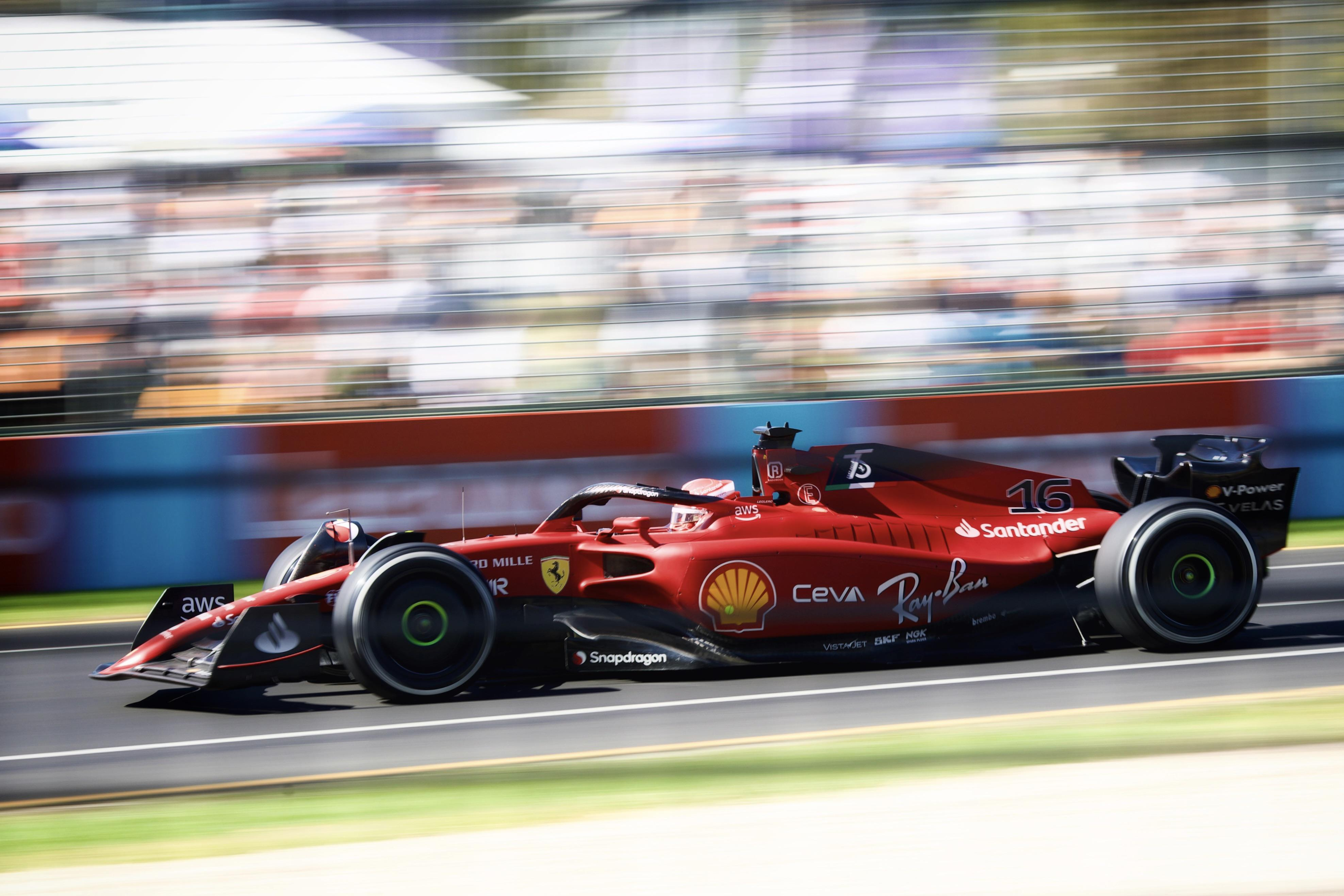
Az F1-75 az ausztrál nagydíjon

Az első három futam után a csapat rengeteg kritikát kapott, beleszóltak a Leclerc és Vettel egymás elleni párharcaiba, valamint a szurkolók találgatni kezdtek arról, hogy miért marad el a autó teljesítménye a várt szinttől.

#### 2020–
A 17 versenyre zsugorodott szezon elején a Ferrari bejelentette, hogy 2021-től meneszti Sebastian Vettelt, helyére a McLaren versenyzőjét, Carlos Sainzt szerződtette. Sok embert meglepett a döntés, még az F1 paddockján belül is, ugyanis ritka, amikor a szezon előtt ilyen döntéseket hoznának a csapatok, pláne, ha az éppen egy élcsapat. 2020 egyértelműen a Ferrari fennállásának egyik leggyengébb éve volt: nem tudtak beleszólni a világbajnoki küzdelembe, de még győzelmet sem sikerült szerezniük. A félresikerült szezon már nem fejlesztettek tovább és a 2021-es évre sem tervezték azt finomítani különösebben (a koronavírus-világjárvány miatt, pénzügyi szempontból a 2020-as autókat kellett használnia a csapatoknak 2021-ben). 2021 valamivel jobban sikerült a Ferrarinak, több dobogót és Charles Leclerc 2 pole-pozíciót is szereztek, azonban a futamgyőzelem ez évben sem jött össze. A 2022-es szabálymódosításokat egyértelműen a Scuderia reagálta le a legjobban, 22 versenyből kettőt Leclerc nyert, egyet pedig Sainz. Az évadnyitón kettős győzelmet arattak, 2019-es szingapúri nagydíj óta először. A szezon további része azonban már közel sem alakult úgy a ferrari számára, mint ahogyan az első pár futam. Időmérőn továbbra is remekül szerepelt a csapat, viszont a futamokon, rendszeresen hozott rossz és érthetetlen stragégiai döntéseket a csapat, amelyekkel biztosnak tűnő győzelmeket dobtak el, illetve adtak át a szezonbeli ellenfelüknek, a Red Bullnak, emellett voltak pilótahibák és műszaki problémák miatti kiesések is. Ennek következtében már a nyári szünet idejére akkora pontelőnye lett az osztrák csapatnak és a címvédőnek Max Verstappennek, hogy a Ferrarinak már csak matematikai esélye maradt, a vb címre, tényleges nem. A japán nagydíjon Verstappen behúzta az egyéni címet, és a konstruktőri bajnokságot az amerikai nagydíjon a bikások nyerték meg. Így a Ferrari egy újabb évet dobott el, hogy világbajnokok legyenek. 2023-ban 1 győzelmük volt amit Carlos Sainz nyert meg Szingapúrban. 3. helyezést értek el a szezonban.

## Motorok Formula–1-es csapatok számára

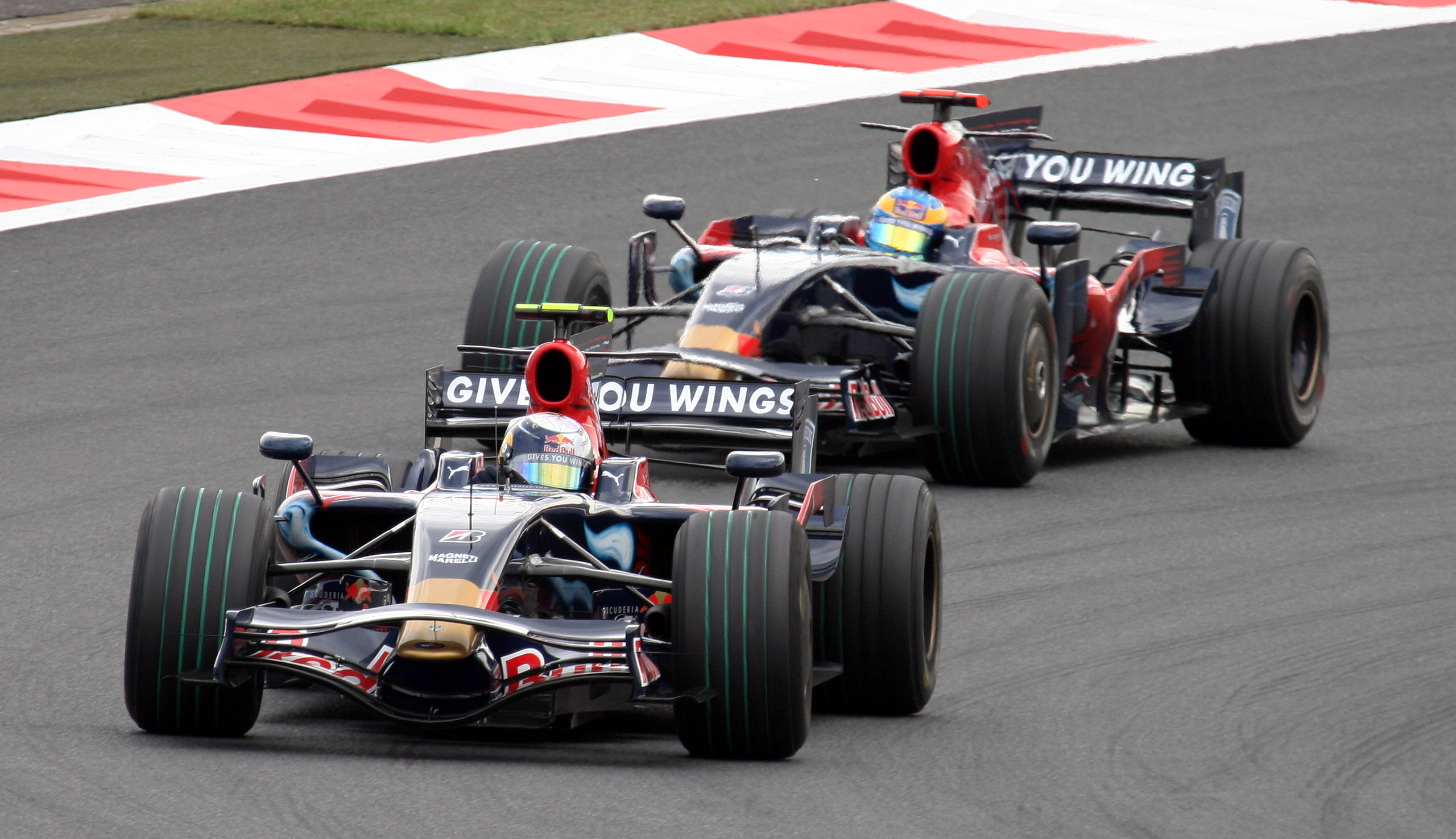
A két Toro Rosso-Ferrari 2008-ban

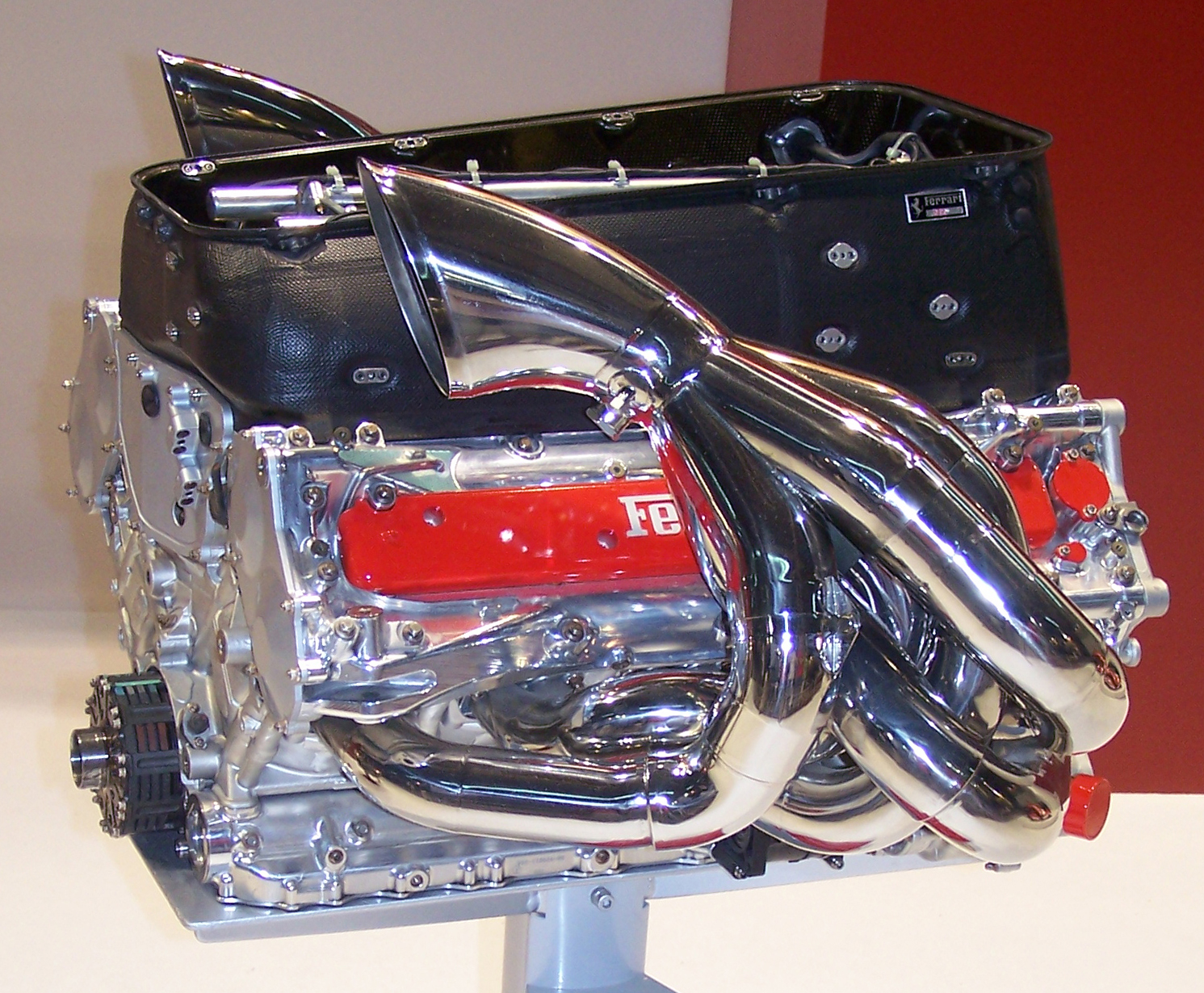
Ferrari V10-es Formula–1-es motor 2004-ből

A Ferrari az 1990-es évek óta szállít motorokat más csapatoknak. Az első Ferrari-motort alkalmazó csapat (1 évig) a Minardi volt 1991-ben. 1997-től a Ferrari a Saubernek szállított V10-es erőforrásokat egészen annak a 2005-ös megszűnéséig, ezeket azonban a főszponzor nevére, Petronas-ra keresztelték át. 2010-ben visszatért a csapat a Formula–1-be, ismét a Ferrari látja el motorokkal a csapatot. A korábbi ferraris versenyző, Alain Prost az Acer számítástechnikai cég neve alatt használt Ferrari-motorokat 2001-ben a csapatánál, a Prost Grand Prix-nél. 2006-ban a Red Bull Racing, 2007-ben a Spyker, majd 2008-ban annak a jogutódja, a Force India, valamint 2007-től a Scuderia Toro Rosso használta a Ferrari motorjait a 2013-as idény végéig (illetve 2016-ban az egy évvel korábbi Ferrari-motorokat kapta a csapat kényszermegoldásként). A BMW távozását követően a Sauber 2010 óta visszatért a Ferrari motorjaihoz. 2014-től a Marussia F1 Team-et, majd 2015-ben ennek utódját, a Manor F1 Team-et is ők látták el motorokkal. 2016-tól a Haas F1 Team és a Alfa Romeo motorszállítója a Ferrari.

## Híres versenyzők a csapatnál

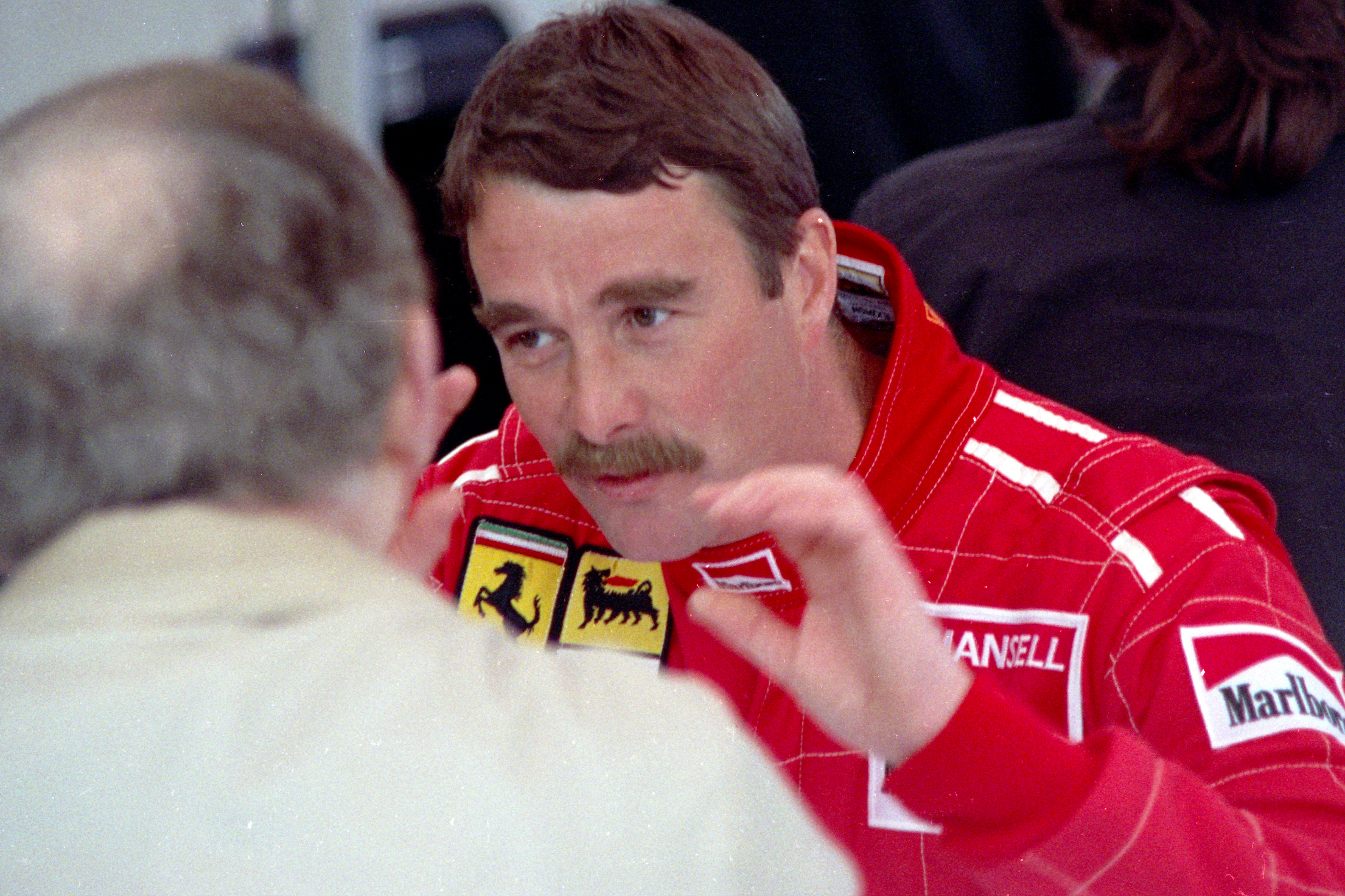
Nigel Mansell 1990-ben

A Ferrarinál sok olyan híres pilóta versenyzett, mint Alberto Ascari, Juan Manuel Fangio, Mike Hawthorn, Phil Hill, John Surtees, Lorenzo Bandini, Ludovico Scarfiotti, Nino Vaccarella, Jacky Ickx, Clay Regazzoni, Niki Lauda, Carlos Reutemann, Jody Scheckter, Gilles Villeneuve, Didier Pironi, Michele Alboreto, Gerhard Berger, Alain Prost, Nigel Mansell, Jean Alesi, Eddie Irvine, Rubens Barrichello, Michael Schumacher, Felipe Massa, Fernando Alonso, Kimi Räikkönen, Sebastian Vettel és a jelenlegi versenyzőpáros Charles Leclerc és Carlos Sainz Jr..
Közülük kilencen világbajnokok is lettek a Ferrarival: Ascari (1952, 1953), Fangio (1956), Hawthorn (1958), Phil Hill (1961), Surtees (1964), Lauda (1975, 1977), Scheckter (1979), Schumacher (2000, 2001, 2002, 2003, 2004), és Räikkönen (2007).
A Scuderia Ferrari legeredményesebb versenyzője Michael Schumacher, 7 világbajnoki címével (A Ferrari világbajnoki címeinek egyharmada), 72 ferraris győzelmével (ami a Scuderia Ferrari összes győzelmeinek több mint egyharmada), 57 első rajtkockás indulásával (a Scuderia pole-pozícióinak majdnem egyharmada), és leggyorsabb körével, amiket az olasz csapatnál ért el.

## Formula–1-es eredmények
| Szezon | Modell                | Gumi | Motor                  | Versenyzők | Helyezés                |
| ------ | --------------------- | ---- | ---------------------- | --- | ----------------------- |
| 2024   | SF-24                 | P    | Ferrari (Hibrid/turbó) | Charles Leclerc Carlos Sainz | 2. (49 pont)*           |
| 2023   | SF-23                 | P    | Ferrari (Hibrid/turbó) | Charles Leclerc Carlos Sainz | 3. (406 pont)           |
| 2022   | F1-75                 | P    | Ferrari (Hibrid/turbó) | Charles Leclerc Carlos Sainz | 2. (554 pont)           |
| 2021   | SF21                  | P    | Ferrari (Hibrid/turbó) | Charles Leclerc Carlos Sainz | 3. (323,5 pont)         |
| 2020   | SF1000                | P    | Ferrari (Hibrid/turbó) | Sebastian Vettel Charles Leclerc | 6. (93 pont)            |
| 2019   | SF90                  | P    | Ferrari (Hibrid/turbó) | Sebastian Vettel Charles Leclerc | 2. (504 pont)           |
| 2018   | SF71H                 | P    | Ferrari (Hibrid/turbó) | Sebastian Vettel Kimi Räikkönen | 2. (571 pont)           |
| 2017   | SF70H                 | P    | Ferrari (Hibrid/turbó) | Sebastian Vettel Kimi Räikkönen | 2. (522 pont)           |
| 2016   | SF16-H                | P    | Ferrari (Hibrid/turbó) | Sebastian Vettel Kimi Räikkönen | 3. (398 pont)           |
| 2015   | SF15-T                | P    | Ferrari (Hibrid/turbó) | Sebastian Vettel Kimi Räikkönen | 2. (428 pont)           |
| 2014   | F14T                  | P    | Ferrari (Hibrid/turbó) | Fernando Alonso Kimi Räikkönen | 4. (216 pont)           |
| 2013   | F138                  | P    | Ferrari                | Fernando Alonso Felipe Massa | 3. (354 pont)           |
| 2012   | F2012                 | P    | Ferrari                | Fernando Alonso Felipe Massa | 2. (400 pont)           |
| 2011   | 150° Italia           | P    | Ferrari                | Fernando Alonso Felipe Massa | 3. (375 pont)           |
| 2010   | F10                   | B    | Ferrari                | Felipe Massa Fernando Alonso | 3. (396 pont)           |
| 2009   | F60                   | B    | Ferrari                | Felipe Massa Luca Badoer Giancarlo Fisichella Kimi Räikkönen                                                                                               | 4. (70 pont)            |
| 2008   | F2008                 | B    | Ferrari                | Kimi Räikkönen Felipe Massa | Világbajnok (172 pont)  |
| 2007   | F2007                 | B    | Ferrari                | Felipe Massa Kimi Räikkönen | Világbajnok (204 pont)  |
| 2006   | 248 F1                | B    | Ferrari                | Michael Schumacher Felipe Massa | 2. (201 pont)           |
| 2005   | F2004M, F2005         | B    | Ferrari                | Michael Schumacher Rubens Barrichello | 3. (100 pont)           |
| 2004   | F2004                 | B    | Ferrari                | Michael Schumacher Rubens Barrichello | Világbajnok (262 pont)  |
| 2003   | F2002, F2003-GA       | B    | Ferrari                | Michael Schumacher Rubens Barrichello | Világbajnok (158 pont)  |
| 2002   | F2001, F2002          | B    | Ferrari                | Michael Schumacher Rubens Barrichello | Világbajnok (221 pont)  |
| 2001   | F2001                 | B    | Ferrari                | Michael Schumacher Rubens Barrichello | Világbajnok (179 pont)  |
| 2000   | F1-2000               | B    | Ferrari                | Michael Schumacher Rubens Barrichello | Világbajnok (170 pont)  |
| 1999   | F399                  | B    | Ferrari                | Michael Schumacher Eddie Irvine Mika Salo | Világbajnok (128 pont)  |
| 1998   | F300                  | G    | Ferrari                | Michael Schumacher Eddie Irvine | 2. (133 pont)           |
| 1997   | F310B                 | G    | Ferrari                | Michael Schumacher Eddie Irvine | 2. (102 pont)           |
| 1996   | F310                  | G    | Ferrari                | Michael Schumacher Eddie Irvine | 2. (70 pont)            |
| 1995   | 412T2                 | G    | Ferrari                | Jean Alesi Gerhard Berger | 3. (73 pont)            |
| 1994   | 412T                  | G    | Ferrari                | Jean Alesi Nicola Larini Gerhard Berger | 3. (71 pont)            |
| 1993   | F93A                  | G    | Ferrari                | Jean Alesi Gerhard Berger | 4. (28 pont)            |
| 1992   | F92A                  | G    | Ferrari                | Jean Alesi Ivan Capelli Nicola Larini | 4. (21 pont)            |
| 1991   | 642, 643              | G    | Ferrari                | Alain Prost Gianni Morbidelli Jean Alesi | 3. (46,5 pont)          |
| 1990   | 641                   | G    | Ferrari                | Alain Prost Nigel Mansell | 2. (110 pont)           |
| 1989   | 640                   | G    | Ferrari                | Nigel Mansell Gerhard Berger | 3. (59 pont)            |
| 1988   | F1/87-88C             | G    | Ferrari (turbó)        | Michele Alboreto Gerhard Berger | 2. (65 pont)            |
| 1987   | F1/87                 | G    | Ferrari (turbó)        | Michele Alboreto Gerhard Berger | 4. (53 pont)            |
| 1986   | F1/86                 | G    | Ferrari (turbó)        | Michele Alboreto Stefan Johansson | 4. (37 pont)            |
| 1985   | 156/85                | G    | Ferrari (turbó)        | Michele Alboreto René Arnoux Stefan Johansson | 2. (82 pont)            |
| 1984   | 126C4                 | G    | Ferrari (turbó)        | René Arnoux Michele Alboreto | 2. (57,5 pont)          |
| 1983   | 126C2B, 126C3         | G    | Ferrari (turbó)        | René Arnoux Patrick Tambay | Világbajnok (89 pont)   |
| 1982   | 126C2                 | G    | Ferrari (turbó)        | Gilles Villeneuve Didier Pironi Patrick Tambay Mario Andretti                                                                                              | Világbajnok (74 pont)   |
| 1981   | 126CK                 | M    | Ferrari (turbó)        | Gilles Villeneuve Didier Pironi | 5. (34 pont)            |
| 1980   | 312T5                 | M    | Ferrari                | Jody Scheckter Gilles Villeneuve | 10. (8 pont)            |
| 1979   | 312T3, 312T4          | M    | Ferrari                | Jody Scheckter Gilles Villeneuve | Világbajnok (113 pont)  |
| 1978   | 312T2, 312T3          | M    | Ferrari                | Carlos Reutemann Gilles Villeneuve | 3. (65 pont)            |
| 1977   | 312T2                 | G    | Ferrari                | Niki Lauda Carlos Reutemann Gilles Villeneuve | Világbajnok (95 pont)   |
| 1976   | 312T, 312T2           | G    | Ferrari                | Niki Lauda Clay Regazzoni | Világbajnok (83 pont)   |
| 1975   | 312B3, 312T           | G    | Ferrari                | Niki Lauda Clay Regazzoni | Világbajnok (72,5 pont) |
| 1974   | 312B3                 | G    | Ferrari                | Clay Regazzoni Niki Lauda | 2. (65 pont)            |
| 1973   | 312B2, 312B3          | G    | Ferrari                | Jacky Ickx Arturo Merzario | 6. (12 pont)            |
| 1972   | 312B2                 | F    | Ferrari                | Clay Regazzoni Jacky Ickx Mario Andretti Nanni Galli Arturo Merzario                                                                                       | 4. (33 pont)            |
| 1971   | 312B, 312B2           | F    | Ferrari                | Mario Andretti Jacky Ickx Clay Regazzoni | 3. (33 pont)            |
| 1970   | 312B                  | F    | Ferrari                | Jacky Ickx Ignazio Giunti Clay Regazzoni | 2. (52 pont)            |
| 1969   | 312                   | F    | Ferrari                | Chris Amon Pedro Rodríguez | 5. (7 pont)             |
| 1968   | 312                   | F    | Ferrari                | Chris Amon Jacky Ickx Andrea de Adamich Derek Bell | 4. (37 pont)            |
| 1967   | 312                   | F    | Ferrari                | Chris Amon Lorenzo Bandini Mike Parkes Ludovico Scarfiotti Jonathan Williams                                                                               | 5. (20 pont)            |
| 1966   | 246, 312              | D F  | Ferrari                | John Surtees Lorenzo Bandini Mike Parkes Ludovico Scarfiotti                                                                                               | 2. (31 pont)            |
| 1965   | 158, 1512             | D    | Ferrari                | John Surtees Lorenzo Bandini Nino Vaccarella Pedro Rodríguez                                                                                               | 4. (25 pont)            |
| 1964   | 156, 158              | D    | Ferrari                | John Surtees Lorenzo Bandini Ludovico Scarfiotti Pedro Rodríguez                                                                                           | Világbajnok (45 pont)   |
| 1963   | 156                   | D    | Ferrari                | John Surtees Willy Mairesse Ludovico Scarfiotti Lorenzo Bandini                                                                                            | 4. (26 pont)            |
| 1962   | 156                   | D    | Ferrari                | Ricardo Rodríguez Giancarlo Baghetti Phil Hill Willy Mairesse Lorenzo Bandini                                                                              | 6. (18 pont)            |
| 1961   | 156                   | D    | Ferrari                | Phil Hill Wolfgang von Trips Richie Ginther Olivier Gendebien Willy Mairesse Ricardo Rodríguez                                                             | Világbajnok (45 pont)   |
| 1960   | Dino 246, Dino 156    | D    | Ferrari                | Phil Hill José Froilán González Wolfgang von Trips Cliff Allison Richie Ginther Willy Mairesse                                                             | 3. (26 pont)            |
| 1959   | Dino 246, Dino 156    | D    | Ferrari                | Cliff Allison Tony Brooks Phil Hill Jean Behra Dan Gurney Olivier Gendebien                                                                                | 2. (32 pont)            |
| 1958   | Dino 246, Dino 156    | E    | Ferrari                | Mike Hawthorn Peter Collins Luigi Musso Wolfgang von Trips Olivier Gendebien Phil Hill                                                                     | 2. (40 pont)            |
| 1957   | D50, D50A, 801        | E    | Ferrari                | Mike Hawthorn Peter Collins Luigi Musso Wolfgang von Trips Eugenio Castellotti Cesare Perdisa Alfonso de Portago José Froilán González Maurice Trintignant | –                       |
| 1956   | D50, 555              | E    | Ferrari                | Juan Manuel Fangio Peter Collins Luigi Musso Olivier Gendebien Eugenio Castellotti Paul Frère Alfonso de Portago Wolfgang von Trips André Pilette          | –                       |
| 1955   | 625, 555, D50         | E P  | Ferrari                | Giuseppe Farina Umberto Maglioli Maurice Trintignant Harry Schell Eugenio Castellotti Paul Frère Piero Taruffi Mike Hawthorn José Froilán González         | –                       |
| 1954   | 625, 555, D50         | P    | Ferrari                | Giuseppe Farina Umberto Maglioli Maurice Trintignant Alberto Ascari Robert Manzon Piero Taruffi Mike Hawthorn José Froilán González                        | –                       |
| 1953   | 500, 553              | P    | Ferrari                | Giuseppe Farina Alberto Ascari Luigi Villoresi Piero Carini Mike Hawthorn Umberto Maglioli                                                                 | –                       |
| 1952   | 500, 375 Indianapolis | F P  | Ferrari                | Giuseppe Farina Alberto Ascari Luigi Villoresi Piero Taruffi André Simon                                                                                   | –                       |
| 1951   | 125, 375              | P    | Ferrari                | Giuseppe Farina Alberto Ascari Luigi Villoresi Piero Taruffi Peter Whitehead José Froilán González                                                         | –                       |
| 1950   | 125, 375, 166         | E    | Ferrari                | Luigi Villoresi Alberto Ascari Raymond Sommer Dorino Serafini                                                                                              | –                       |

* A szezon jelenleg is zajlik.

## Szponzorok

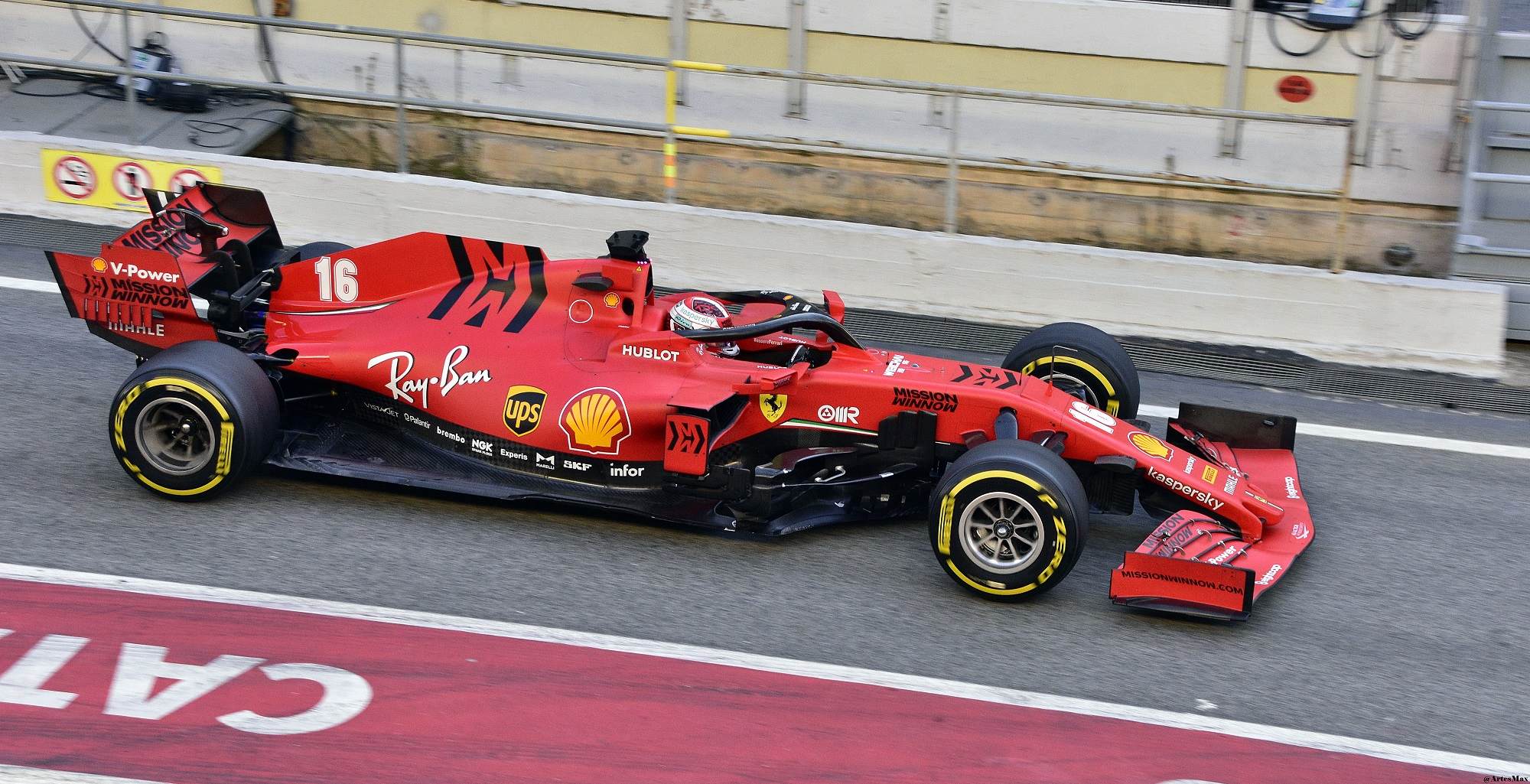
Szponzorfeliratok a 2020-as Ferrarin

A Ferrari hosszú évekig ellenállt a szponzorok szerepeltetésének autóin. Az első felirat 1977-től a csapat mögött álló FIAT logója volt. A nyolcvanas években is főként a csapat technikai partnerei: a Magneti Marelli, a Brembo és az Agip kerülhettek fel.
A csapat talán legismertebb főszponzora a Philip Morris , amely a Marlboro révén csak 2007-től 2011-ig összesen 1 milliárd dollárral támogatta a csapatot. A Marlboro 1984 óta volt a csapat szponzora, 1997-2010 között névadó szponzora is.A dohányreklámok betiltásával kezdetben a cigaretta neve tűnt el az autókról (vonalkód-mintázat került a helyükre), majd később a csapatnévből is. Az együttműködést legutóbb 2018-ban hosszabbították meg 2021-ig.
A megállapodás 2017-ben 37,5 millió eurót hozott a csapatnak. A Philip Morris a termékei reklámozásának korlátozását úgy kerülte ki, hogy a Ferraritól megvette a versenyautók teljes reklámfelületét, és maga értékesítette tovább a többi támogatónak.
2018-ban a dohánycég újra megjelent az autókon, azonban nem egy márkát, hanem a Mission Winnow kezdeményezését reklámozta a Scuderia autóin, amely 2019-től a csapatnévben is megjelent. Mivel sok helyszínen  ez tudatalatti dohányreklámnak  számít, ilyen esetekben a csapat üresen hagyta a feliratok helyét az autón, a csapat felszerelésein és ruházatán, vagy más feliratokkal helyettesítette azokat (2019-ben a Ferrari 90 éves születésnapját reklámozták, a 2020-as toszkán nagydíjon pedig a gárda 1000. futamát). A csapat egyik motorhome-ja is a Mission Winnow nevet viselte. A Mission Winnow azonban 2022-től eltűnt a csapatnévből és az autókról is, de a kapcsolat megmaradt.
2024-től a  Hewlett Packard lett a csapat névadó főtámogatója, amelyik korábban más csapatokkal is kapcsolatban állt (Jaguar, Williams,  Renault).
Másik fő szponzora a Shell, amely  a pénz mellett üzem- és kenőanyagot bocsát a csapat és a motorpartner-istállók rendelkezésére (kivételt képezett az Alfa Romeo, amelyet az 2020-ról 2023-ig Orlen látott el, korábban pedig a Sauber-érában a Petronas). A Ferrari-Shell együttműködés a legrégebbi technikai kapcsolat a Formula–1-ben, a vállalat már 1929-től áll kapcsolatban a sportautógyárral, 1968-tól 1972-ig támogatta először a Formula–1-es csapatot,  a mostani együttműködés 1996 óta tart.
Egyéb szponzorok is láthatók az autókon: Ray Ban, Kaspersky Lab, Pirelli, Mahle, OMR. 2018-ban visszatért az AMD, új támogatóként pedig a Lenovo csatlakozott. 2019-től az Alfa Romeo saját csapatára koncentrál, így logója is eltűnt a Scuderia autóiról. 2020-ban az AMD, a Weichai Power, és a Lenovo távozott, előbbi a Mercedes partnere lett. 2021-től a Hublot helyett egy másik óramárka, a Richard Mille lesz a csapat támogatója, visszatért a Weichai Power, és Carlos Sainzot személyes szponzora, a Estrella Galicia is követte a Scuderiához. 2021 júniusától az Amazon Web Services (AWS) is a csapat támogatója. 2022-ben a UPS és a Weichai Power távozott, helyükre érkezett a Ceva Logistics és a Velas, a Kaspersky-vel való kapcsolat bár meghosszabbodott, sima partneri kapcsolattá fokozódott le, végül az orosz-ukrán háború miatti szankciók következtében véget ért. További partnerként a korábban a Mercedest támogató Qualcomm csatlakozott, amely Snapdragon márkájával van jelen, és szponzorrá lépett elő a Palantir is. 2022 őszétől a Bitdefender és a HCL Software is a csapat partnere. 2023-tól a Velassal és a Snapdragonnal való partnerség alig egy év után véget ért, helyükre a Samsung leányvállalata, a Harman Automotive , a Genesys, a ZCG, a DXC Technologies és a VGW Play érkezett.
2024-től sörszponzort váltott  a csapat: a Mclarenhez távozó Estrella Galicia helyére a Aston Martintól a Peroni érkezett. Hosszú idő után pedig újra került energiaitalmárka-logó az autókra, a PepsiCo Celsius márkája révén.
2010-17-ig a Santander Bank is támogatta a csapatot, a legnagyobb reklámfelületet elfoglalva. A szerződés évi 30 millió eurót jelentett a Ferrarinak, azonban Emilio Botin bankelnök halála után a lánya, Ana Botin vezette új menedzsment nem hosszabbította meg a kontraktust, a bank a Bajnokok Ligája szponzora lett. 2022-től 2024-ig azonban újra a csapat prémium partnere volt a spanyol pénzintézet.
2025-ben új szponzorok érkeztek: a sportág és a távozó Carlos Sainz révén a  Williams szponzorává váló Santandert az UniCredit Bank váltotta, távozott a Palantir is, de csatlakozott az IBM,az Ambipar, és a Chivas Regal is.
Korábban jelentős támogatói voltak a csapatnak többek között a Vodafone, a Ferrero (Tic Tac), a Telecom Italia (TIM, Alice),a UPS a Mubadala Development Company, a Weichai Power, az Etihad Airways, a digitális szórakoztató elektronikai eszközöket gyártó Pioneer, az Olympus, az Acer, a FedEx, a Singha, a GE, a Fiat, az Alfa Romeo (az anyakonszern márkái), és a később a Williams névadó főszponzoraként tevékenykedő Martini.

## Más versenysorozatokban

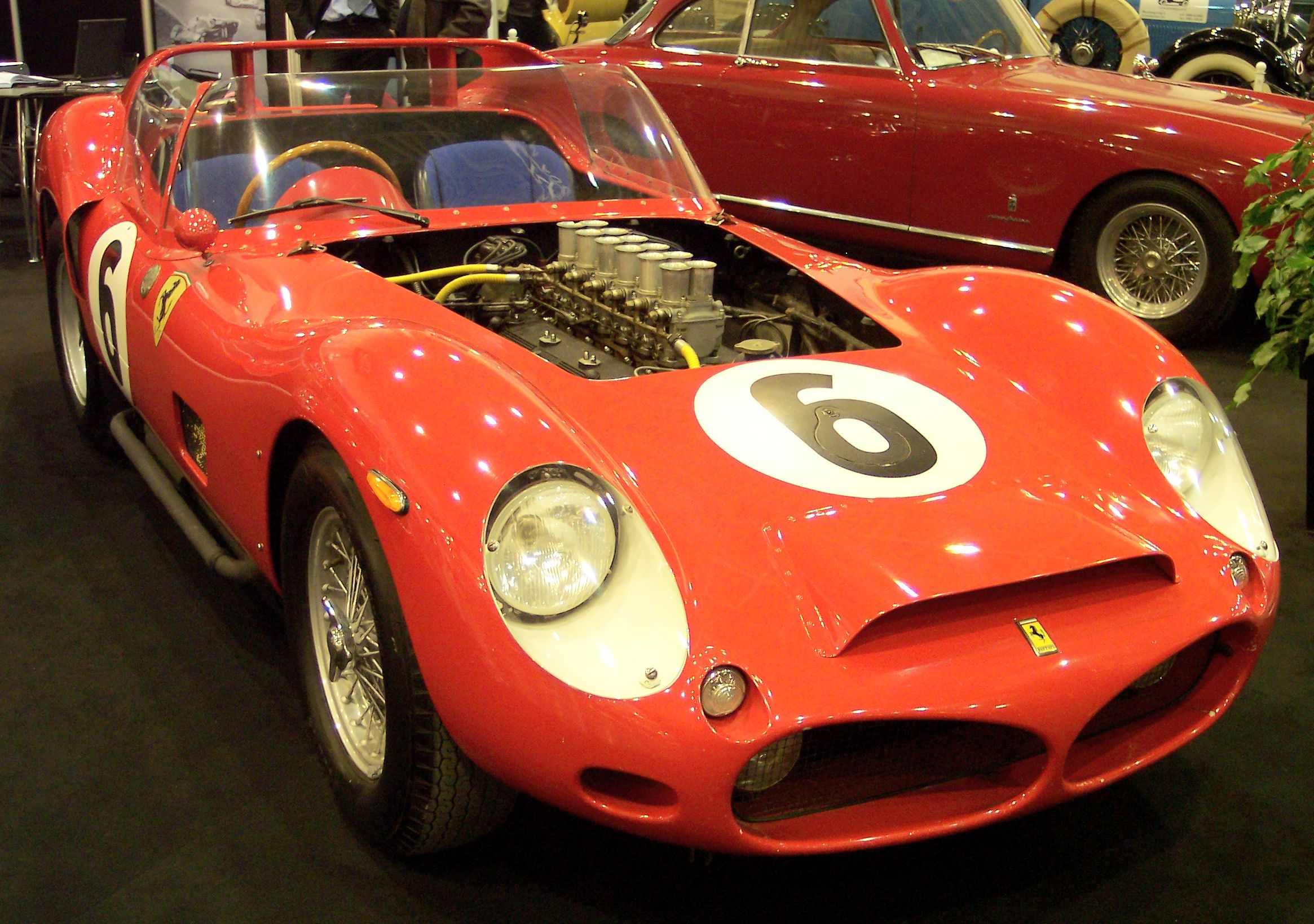
A '62-es Le Mans-i verseny győztes autója

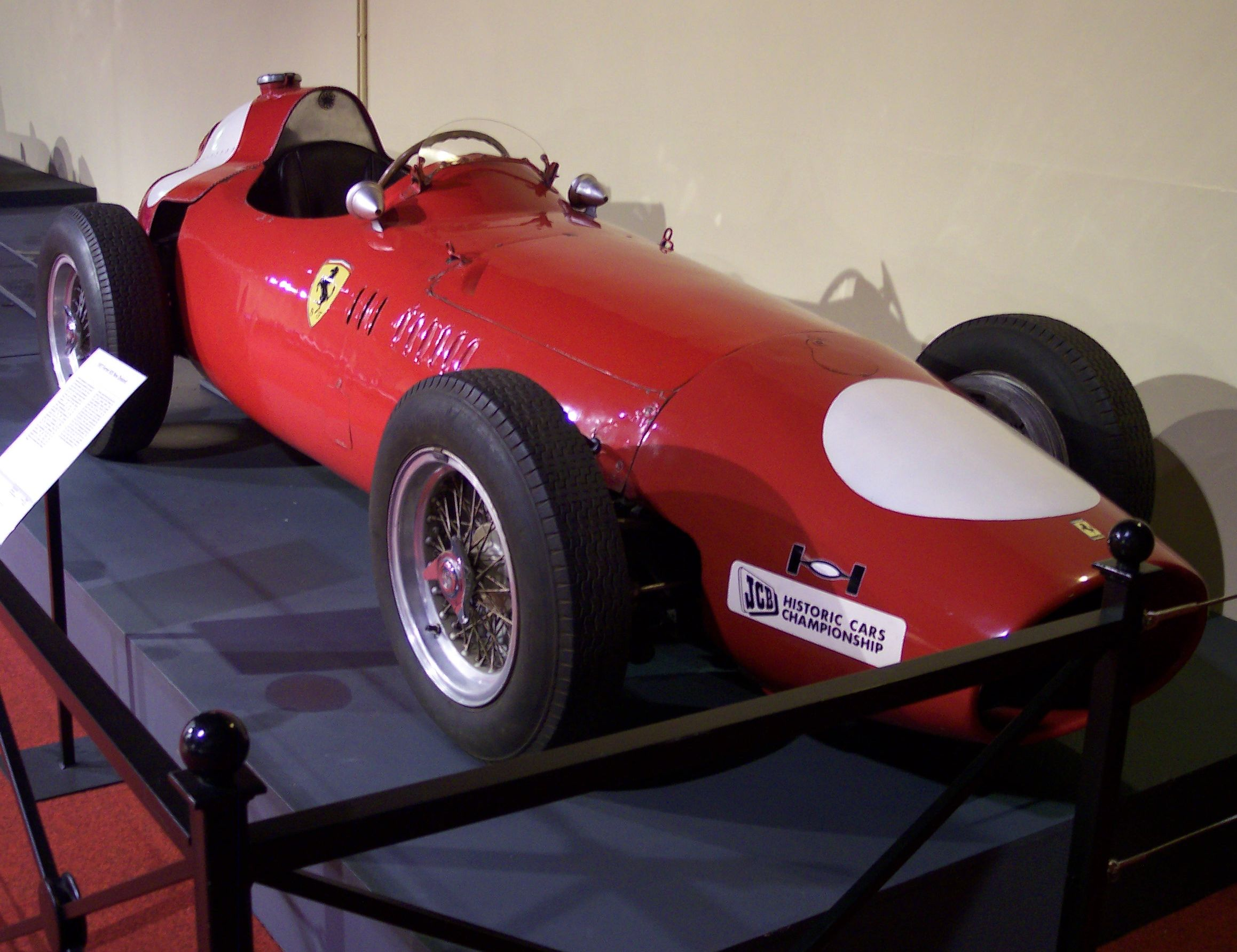
Az 1952-es Indy 500-ra készült Ferrari 375 Indianapolis

A Ferrari a Formula–1 mellett a Formula–2-ben, sportautó versenyeken és az 1952-es indianapolisi 500-on is részt vett.
Az 1940-es évek végétől az 1970-es évek elejéig a Ferrari a sportautó versenyeken nagy sikerrel vett részt, 13 alkalommal megnyerve a Sportautó világbajnokságot (World Sportscar Championship). A Ferrari (a nem gyári csapatokkal együttvéve) nyolcszor nyerte meg a Mille Migliát, hétszer a Targa Floriót és kilencszer a Le Mans-i 24 órás autóversenyt.
Alberto Ascari Ferrari 375 Indianapolis nevű autóját 1952-ben hajóval vitték az Amerikai Egyesült Államokba, hogy részt vegyen a május 30-án megrendezett indianapolisi 500 mérföldes versenyen. A 19. pozícióból rajtoló Ascari a 40. körben a kerék hibája miatt kiesett.